# Rebana
Rebana, auch rabana, rebano, redep, umfasst in Indonesien und Malaysia eine Gruppe von unterschiedlich großen einfelligen Rahmentrommeln, die von muslimischen Bevölkerungsgruppen hauptsächlich in Ensembles zur Begleitung religiöser Gesänge (Zikir, Hadrah, Kasidah), Prozessionen und in einigen religiösen Tanzformen (wie Zapin in Malaysia) verwendet werden. In regionalen Genres islamischer Ritualmusik gespielte Rahmentrommeln dieses Typs heißen etwa terbang in West- und Zentraljava, kompang in Malaysia sowie rapa’i in Aceh und indang bei den Minangkabau auf Sumatra. Für Muslime in Malaysia und Indonesien gilt die Rahmentrommel als ein identitätsstiftender Bestandteil der eigenen Glaubenstradition, sie ist auch für Strenggläubige als Begleitinstrument in der islamischen Musik akzeptabel.
Name und Form des Rahmentrommeltyps kamen wahrscheinlich Anfang des 2. Jahrtausends zunächst mit muslimischen Händlern und Siedlern aus Persien und Indien nach Südostasien, wo die Rahmentrommeln außerdem in Brunei (rebana), Thailand (rammana, ramana) und Kambodscha (roumanea) vorkommen. Das Verbreitungsgebiet erstreckt sich ferner über Sri Lanka (rabana) bis nach Mauritius und zu weiteren Inseln im Indischen Ozean (ravanne).

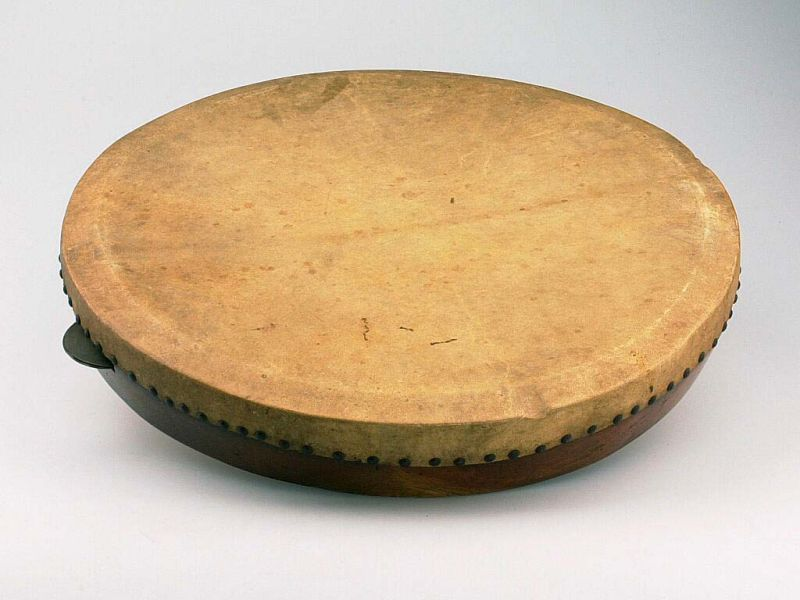
Rebana mit aufgenagelter Membran und zwei Schellenpaaren. Indonesien, vor 1936

## Herkunft

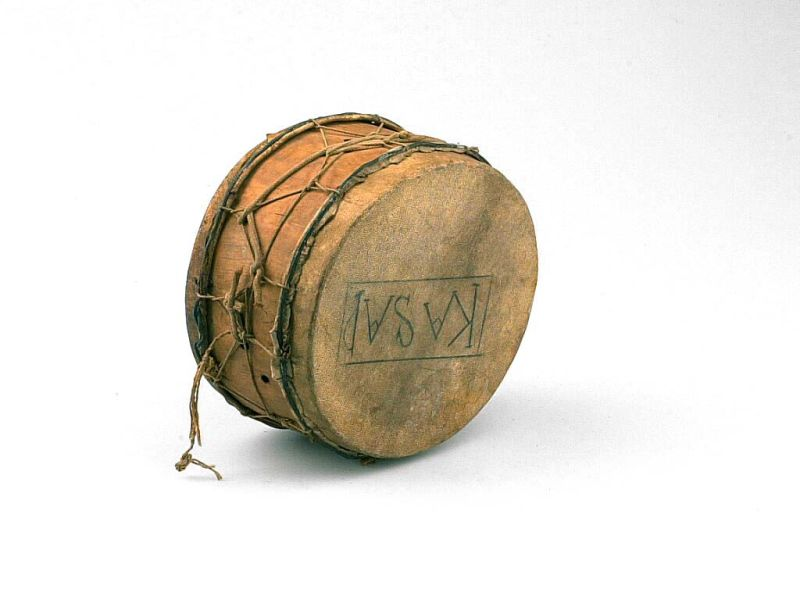
Aus Arabien stammende kleine flache Zylindertrommel marwas (auch mirwas)

Die ältesten Darstellungen von Rahmentrommeln stammen aus Mesopotamien, wo aus der Ur-III-Zeit (um 2000 v. Chr.) weibliche Terrakottafiguren mutmaßlich mit runden Rahmentrommeln in den Händen überliefert sind. Im Nahen Osten sind von Frauen gespielte Rahmentrommeln mit dem biblischen Namen tof und in der späteren persischen Kultur als daira bekannt. Die vorderasiatische Rahmentrommel und der Name daira (arabisch, „Kreis“) verbreiteten sich unter anderem mit den muslimischen Eroberern aus dem Iranischen Hochland und Zentralasien, die Anfang des 13. Jahrhunderts das Sultanat von Delhi gründeten, nach Nordindien (Hindi und verwandte nordindische Sprachen: dara, dair, daerah). Zur großen Verbreitungsregion des von hebräisch tof abgeleiteten Namens daff gehört ebenfalls Indien. Dort sind Sprachformen wie daph und dampha geläufig. Der in Nordindien lebende persischsprachige Dichter Amir Chusrau (1253–1325) erwähnt die eingeführte Rahmentrommel, die in der höfischen Musik der Moguln in Indien nach alter Herkunftstradition üblicherweise von Frauen gespielt wurde, während in der indischen Volksmusik beim Spiel der Rahmentrommel kein Unterschied zwischen Männern und Frauen besteht.
Rahmentrommeln gab es bereits um die Zeitenwende in der Region Gandhara und im zentralen Nordindien (Relief am Stupa von Bharhut, 2./1. Jahrhundert v. Chr.; Stupa von Sanchi, 1. Jahrhundert v. Chr.), von wo sie nachfolgend bis nach Südindien gelangten. Die altindischen Rahmentrommeln besaßen eine an der Unterseite verschnürte Membran und wurden mit gebogenen Stöcken geschlagen. Auf Wandmalereien in Ajanta (Höhle 10) aus dem 6. Jahrhundert sind Rahmentrommeln schlagende Frauen abgebildet.
Muslimische Händler aus Persien und Indien richteten die erste Handelsniederlassung in Südostasien wahrscheinlich im 9. Jahrhundert in „Kalah“ (nach arabischen Quellen) ein, unsicher lokalisiert im malaysischen Bundesstaat Kedah. Ende des 13. Jahrhunderts gründeten Muslime aus Indien das Sultanat Pasai im Norden von Sumatra. Spätestens ab dieser Zeit könnte von arabischen Händlern aus Südarabien die Schalenhalslaute gambus und möglicherweise parallel über Indien die persische Laute barbat zunächst nach Sumatra eingeführt worden sein, bevor im 15. Jahrhundert die allgemeine Islamisierung der Malaiischen Inseln begann.
Eine vorgeschlagene Etymologie für rabana ist im Zusammenhang mit der Verbreitung der Rahmentrommel durch muslimische Händler die Herleitung vom arabischen Wort rabbana, „unser Herr“, mit dem viele muslimische Gebete und Preislieder eingeleitet werden. Der sprachliche und kulturelle Einfluss von Indien auf Südostasien ist älter und geht auf eine indische Einwanderung in der ersten Hälfte des 1. Jahrtausends zurück, die zur Gründung der buddhistischen Reiche Srivijaya auf Sumatra und im 8. Jahrhundert Sailendra auf Java führte. Die größte Auswahl an Musikinstrumenten jener Zeit ist auf den Reliefs am buddhistischen Tempel Borobudur abgebildet, der während der Herrschaft der Sailendra entstand. Darunter sind einige heute in Indonesien verschwundene Instrumente wie Kesseltrommeln aus Ton, gezupfte Lauten und Bogenharfen, die auch in Indien vorkamen oder noch vorkommen. In den frühen indonesischen Quellen (Inschriften seit dem 9. Jahrhundert) sind viele Musikinstrumente mit aus Sanskrit abgeleiteten Namen im Altjavanischen überliefert, darunter mrdangga (zweifellige Doppelkonustrommel mridangam in Indien), mardala (zweifellige Doppelkonustrommel maddale in Indien), padahi und kendang (asymmetrische Fasstrommeln), murawa (Trommel, möglicherweise eine Kriegstrommel) sowie dundubhi (Trommel seit der vedischen Zeit, altjavanisch im 10. Jahrhundert nachgewiesen). Damit sind diese Trommelnamen seit vorislamischer Zeit überliefert.
Die rebana, in mehreren Regionen in Indonesien mit dem javanischen Wort terbang (terbana) bezeichnet, ist in der typischen Bauweise eine einfellige Trommel mit einer Holzschale, die am Boden ein kreisrundes Loch besitzt. Die in dieser Beschreibung zur Sonderform einer Kesseltrommel klassifizierte terbang besteht bei anderer Betrachtung aus einem hohen, an der Unterseite einwärts gebogenen (konischen) Rahmen, gehört also zu den Rahmentrommeln. Curt Sachs (1923) beschreibt diesen einheimischen Trommeltyp als eine „merkwürdige Verschmelzung“ von (indischen) Rahmentrommeln und Kesseltrommeln, für den er wie für die anderen Rahmentrommeln den malaiischen Namen rabana sowie redep (auf Sumatra) und ravana (auf den Molukken) angibt. Radap ist ein weiteres Synonym in der Provinz Bengkulu.

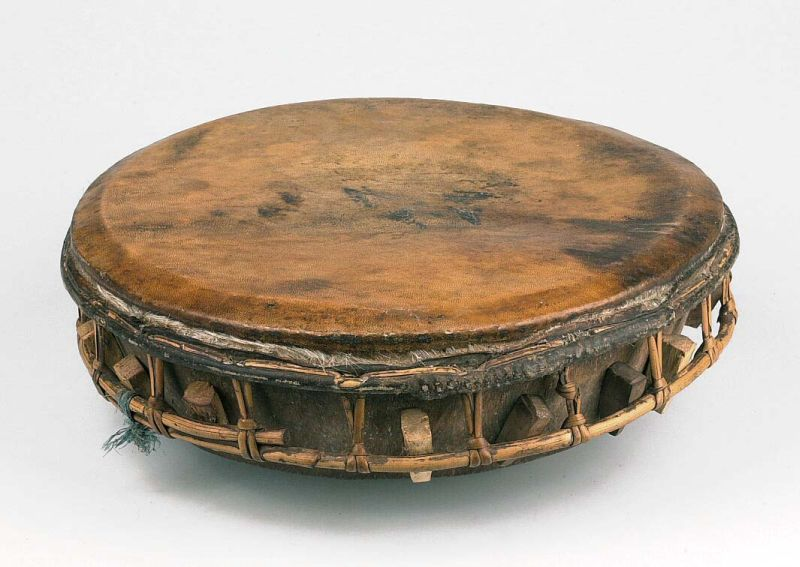
Alte indonesische Methode, um die Membran mit Keilen außen am Korpus zu spannen. Flores, vor 1994

Anfang des 19. Jahrhunderts wurde die terbang, die in Indonesien nicht zum höfischen Gamelan gehört, in mehreren Größen in kleineren Ensembles auf Java zusammen mit der Bambusrassel angklung und der Fasstrommel kendang eingesetzt. Ein solches Ensemble hieß sintir und spielte arabisch anmutende Kompositionen gending terbang; ein Teil des Repertoires war aus manchen Gamelan übernommen. Anfang des 20. Jahrhunderts war die terbang zu einem Instrument der Straßenmusiker und Bettler herabgesunken. Ansonsten wurde sie in der islamischen Musik zur Begleitung von poetischen Liedern zum Lobpreis des Propheten Mohammed, Slawatan (javanisch, auch terbangan oder jedoran), eingesetzt.
Terbang für in islamischen Musikstilen verwendete Rahmentrommeln entspricht dem Wort tabang-tabang, das im altjavanischen Werk Ghatotkacacraya (um 1190) erstmals erwähnt wird. Jaap Kunst (1968) zufolge stammt dieser Rahmentrommeltyp deshalb ebenfalls aus vorislamischer Zeit. Einige ins 14. Jahrhundert datierte Terrakottafiguren aus der Zeit des ostjavanischen Hindureiches von Majapahit (Ende 13. bis Anfang 16. Jahrhundert) halten entweder diesen Typ von Rahmentrommel oder einen Betelbehälter in den Händen. Für die Darstellung als Rahmentrommel spricht eine am Rand des runden Gegenstandes umlaufende Kerbe, die eine Rattanschnur zur Fixierung der Trommelmembran abbilden könnte. Ein bei Jaap Kunst an dieser Stelle nicht erwähntes Wort für eine kleine einfellige Rahmentrommel ist derendeng, das möglicherweise auch von tabang abgeleitet ist. Damit wäre die derendeng mit ihrer durch eine Rattanschnur befestigten Membran eine ebenso alte javanische Trommel.
Die auf javanischen Tempelreliefs (darunter Borobudur und Prambanan) dargestellten Doppelkonustrommeln und Fasstrommeln zeigen die aus Indien bekannte Schnurverspannung der Membranen. Eine weitere, typisch indonesische Methode ist, die Membran mit einer am Rand umgebundenen Rattanschnur und teilweise mit unter der Schnur eingeklemmten Keilen zu verspannen. Die bei Rahmentrommeln heute übliche Membranbefestigung mit Rundkopfnägeln ist von chinesischen Trommeln und bereits im Vorderen Orient von assyrischen Reliefs bekannt. Am Korpusrand angenagelte Trommelmembranen sind allgemein selten und kommen außer bei der rebana und der im Indischen Ozean gespielten ravanne etwa bei einigen japanischen Fasstrommeln taiko und gelegentlich bei afrikanischen Trommeln wie der langen Röhrentrommel engalabi in Uganda vor. Anstelle der Nägel werden bei großen Fasstrommeln wie der bedug, die in indonesischen Moscheen für den Ruf zum Gebet und im Gamelan verwendet wird, Holzdübel eingeschlagen. Die Rattanverschnürung ist aus der Zeit des Majapahit-Reiches außer an Terrakottafiguren auch von einem Relief am ostjavanischen Candi Penataran bei Blitar bekannt und kommt bis heute an einigen Rahmentrommeln terbang und an der Zylindertrommel dogdod vor.

## Bauform

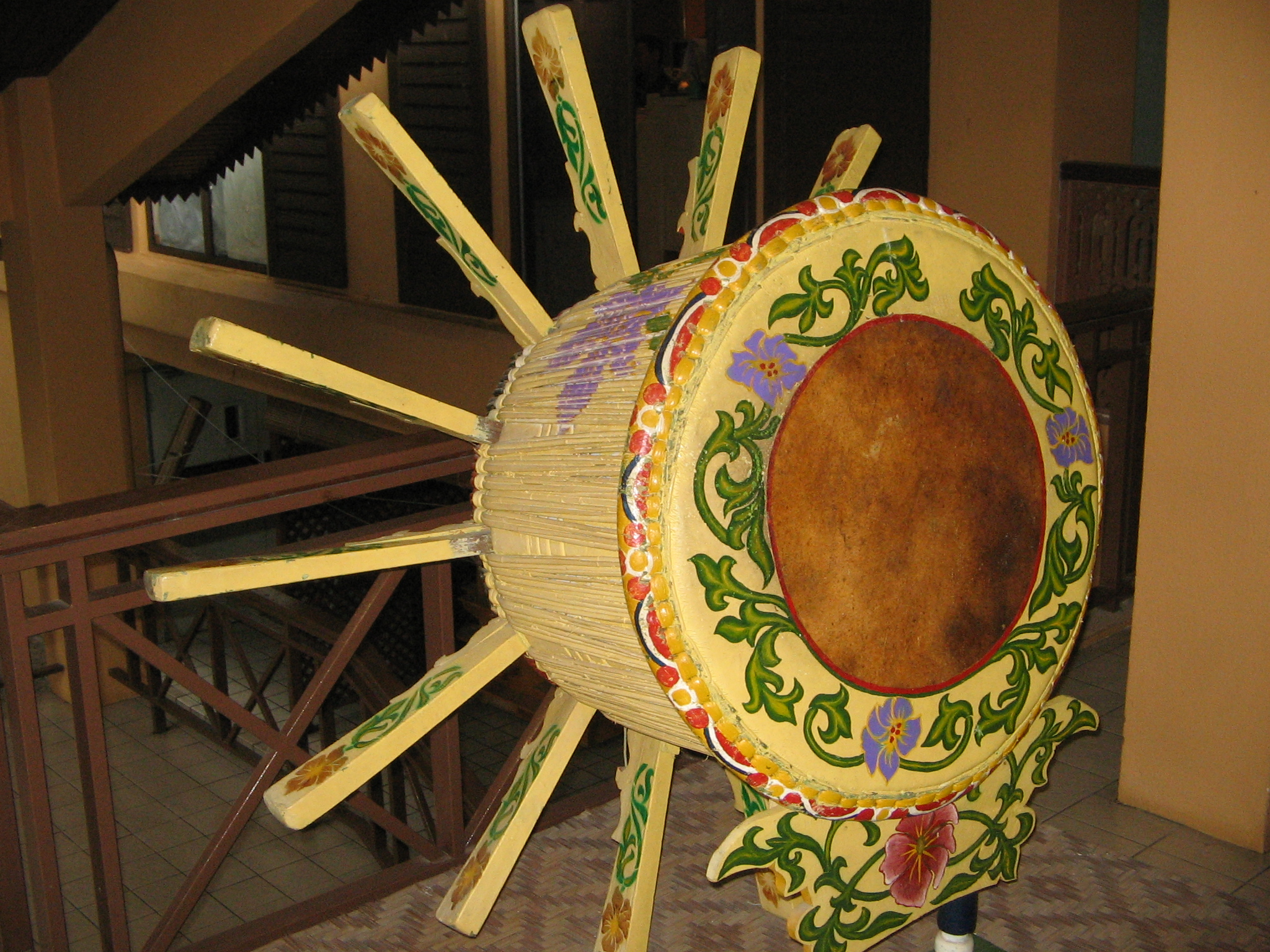
Auf dem Boden stehende rebana ubi in Kelantan, Malaysia

In Malaysia und Indonesien sind Trommeln (allgemein gendang oder kendang) in zahlreichen regionalen Formen bekannt. Regionale Namen der Rahmentrommeln werden häufig synonym zu rebana als der malaysisch/indonesischen Bezeichnung für „Rahmentrommel“ verwendet.
Rahmentrommeln:
Die meisten rebana oder ähnlich genannten Trommeln sind Rahmentrommeln. Allgemeine Merkmale von Rahmentrommeln in beiden Ländern sind eine Membran aus Ziegenhaut, die am Rahmen entweder mit Nägeln befestigt oder mit Rattanschnüren über die Unterseite verspannt ist. Die sichtbaren Nägel sind Rundkopf-Ziernägel, die eng nebeneinander nahe am Korpusrand eingeschlagen werden. Auf der Malaiischen Halbinsel heißt dieser Typ mit in Schlitzen eingesetzten Schellen auch hadrah (nach dem Sufi-Gesang), rebana kercing (nach dem Volkstanz) oder tar (nach der arabischen Rahmentrommel tar). Der flache oder hohe Korpus ist schalenförmig gerundet, wobei die Öffnung an der Unterseite kleiner ist als die Membran.
Bei Rahmentrommeln mit Schnurverspannung verlaufen die Spannschnüre üblicherweise parallel eng nebeneinander bis zu einem Rattanring an der Unterseite. Manche Rahmentrommeln besitzen einen festen Spannring aus Pflanzenrohr, der auf dem Rand der Unterseite aufliegt. In diesem Fall werden, um die Membran zu spannen, Holzkeile zwischen Ring und Korpuskante eingeschoben. Sie ragen sternförmig teils weit nach außen und sind für Rahmentrommeln mit einem breiten Korpus typisch.
Der Durchmesser der typischen rebana beträgt zwischen 12 und 45 Zentimeter. Die Form des mittelgroßen rebana-Typs, dessen gerundeter Korpus einen Übergang zu einer Kesseltrommel darstellt, beschreibt Walter Kaudern (1927) nach Exemplaren, die aus Sulawesi stammen. Bei einer dieser Trommeln beträgt der Durchmesser der Membran 45 Zentimeter, die Rahmenhöhe 12 Zentimeter und der Durchmesser der unteren Öffnung 26 Zentimeter. Die Größenverhältnisse sind nicht einheitlich. Ein anderes Exemplar misst in derselben Abfolge 49 Zentimeter, 15 Zentimeter und 38 Zentimeter. Die Membranen bei diesen Exemplaren sind am Rand in gleichen Abständen von 2,5–3 Zentimetern durchbohrt. Die Rattanschnüre werden durch diese Löcher im Kreis um den Trommelrand geschlungen und parallel zur Unterseite geführt.
Die kleinste Ausführung mit 12 Zentimetern ist auf Java eine Spielzeugtrommel aus einem gedrechselten Holzkorpus, dessen Membran aus Büffelhaut aufgeklebt ist.

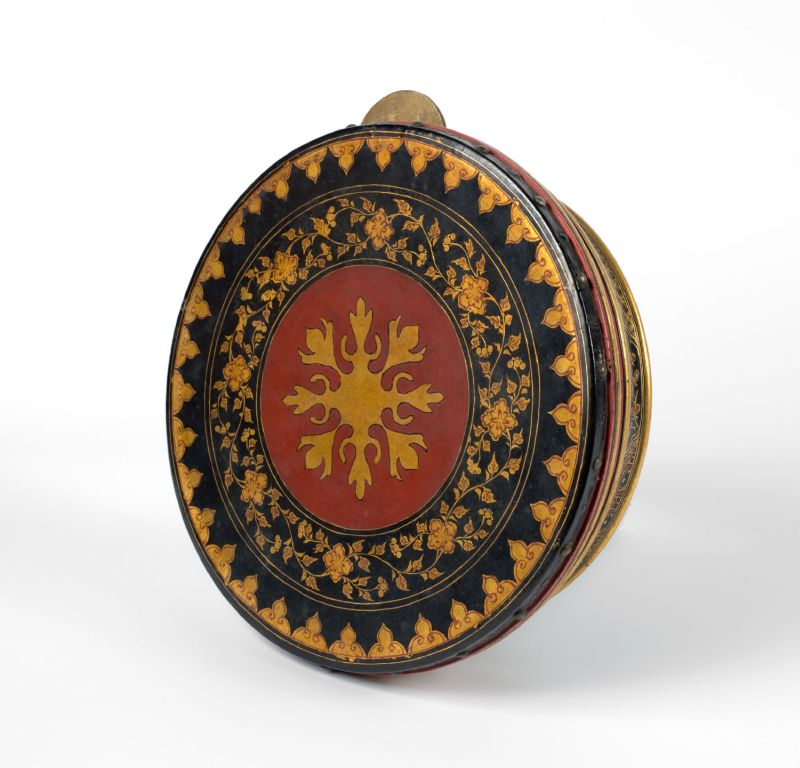
Redep oder redap aus Palembang, Südsumatra. Gehörte in ein Ensemble mit der Buckelgongreihe kelintang, der Zylindertrommel gendang panjang und einem großen Buckelgong. Die Besetzung erscheint als „arabisch-indonesischer Eklektizismus“. Vor 1940

Die rebana riba oder redap ist eine alte Rahmentrommel, die mit Rinderhaut bespannt ist und früher auf der Malaiischen Halbinsel bei Heilungsritualen verwendet wurde. In verschiedenen Variationen kommen hierfür auch kleine Rahmentrommeln mit einem hohen Rahmen zum Einsatz, darunter im Bundesstaat Kedah die rebana penganak und die kleinere rebana peningkah.
Die rebana kercing, die für den gleichnamigen Tanzstil in Kelantan, den Tanzstil Rodat in Terengganu und für die Gesangsbegleitung beim Zikir verwendet wird, besitzt einen flachen halbrunden Korpus, eine aufgenagelte Membran und kleine Schellen. Beim Rodat wird sie auch tar genannt.
Von weniger als 20 Zentimeter bis 33 Zentimeter beträgt der Durchmesser der kompang, deren Korpus die Form einer flachen Schale von 7 Zentimetern Höhe hat. Die Membran aus Ziegenhaut ist am oberen Rand aufgenagelt. Ein umlaufender Kupferstreifen überdeckt die Nagelreihe. Dieser ist mit einem roten Stoffstreifen überdeckt und mit flachen Messingziernägeln auf der unteren Nagelreihe befestigt. Um die Membran zu spannen, wird innen eine Rattanschnur eingepresst. Die kompang produziert unterschiedliche Tonfärbungen, wenn sie in der linken Hand gehalten und mit den Fingern der rechten Hand an bestimmten Stellen auf der Membran geschlagen wird. Mehrere kompang zusammen werden in Ensembles für zahlreiche Zwecke zeremoniell oder zur Unterhaltung verwendet. In den malaysischen Bundesstaaten Kelantan und Trengganu wird die kompang auch rebana genannt.
Die größte und schwerste Rahmentrommel mit einem dickwandigen Korpus aus Holz ist die in Aceh verwendete Zeremonialtrommel rapa’i Pasè. Sie wird aus einem Stamm gedrechselt.
Röhrentrommeln:
Die rebana besar (besar, „groß“) ist auf der Malaiischen Halbinsel die größte konische Röhrentrommel. Der Durchmesser der Membran aus Büffel- oder Rinderhaut beträgt mindestens einen Meter bei einer Korpuslänge von 1,2 Metern. Die Trommel hat ein Gewicht von 60 bis 80 Kilogramm. Die Membran wird über einen Ring aus Pflanzenrohr gezogen und mit einem weiteren Ring an der Unterseite verspannt. Mindestens 15 Holzkeile, die 20 bis 40 Zentimeter weit sternförmig herausragen, werden zum Spannen der Membran am unteren Befestigungsring eingeschoben. Der Korpus ruht in waagrechter Position auf einem Ständer am Boden und zwei seitwärts daneben stehende Musiker schlagen mit einer Hand auf das Trommelfell. Die rebana besar wird nur im Bundesstaat Kelantan zur Begleitung religiöser Gesänge (Zikir) verwendet.
Etwas kleinere Varianten dieses Trommeltyps in Kelantan heißen rebana kecil („klein“), rebana anak („Kind“) oder rebana ubi (ubi, „Knollengewächs“, Kartoffel). Zwei der zwischen 11 und 15 Zentimeter weit herausstehenden Holzkeile dienen bei manchen Trommeln als Standbeine auf einer Seite, sodass es nur auf der Seite der Membran noch eine hölzerne Stütze braucht. Die rebana ubi mit mindestens 70 Zentimetern Durchmesser wird ebenfalls von zwei seitwärts stehenden Musikern bedient. Die gesamte Trommel einschließlich Trommelfell und Holzkeile ist mit leuchtend bunten Farben in geometrischen oder floralen Mustern bemalt. Zwei Musiker schlagen die mit der Membran senkrecht oder waagrecht auf dem Boden stehende rebana ubi mit den Händen oder mit gepolsterten Schlägeln. Die Prozessionstrommel rebana berarak ist kleiner als die rebana ubi und wird mit einem Schlägel gespielt.
Kesseltrommeln:
Die rebana mangkok ist eine kleine Kesseltrommel mit einem Korpus aus Ton in Kelantan. Ihre Membran aus mehreren Schichten Gummi ist mit Latex am Gefäßrand festgeklebt und zusätzlich an einem Flechtring aus Rattan angebunden, von dem Rattanschnüre zur Bodenmitte führen. Um die Membran zu spannen, werden zwei an der Spitze angeschrägte Rundhölzer von zwei Seiten gegeneinander zwischen Boden und Verschnürung geschoben. Ein Museumsexemplar ist rot, blau und gelb bemalt. Die Trommel wird mit einem Bambusrohr mit gepolstertem Kopf geschlagen. In Kelantan wird gelegentlich das Repertoire der rebana ubi mit dieser Kesseltrommel gespielt. Ein anderer Name für einzeln verwendete kleine Kesseltrommeln in Malaysia ist nengkara (abgeleitet von naqqara).

## Spielweise und kulturelle Bedeutung
In der islamischen Musik und bei zeremoniellen Anlässen gespielte Rahmentrommeln haben in Malaysia und Indonesien eine vergleichbare Bedeutung als Ritualinstrument wie die älteren, für die südostasiatischen Inseln charakteristischen Buckelgongs und in Neuguinea die Schlitztrommeln garamut.
Weit verbreitet sind Hadrah (auch hadroh) genannte religiöse Aufführungen bei festlichen Anlässen. Im Sufismus bedeutet arabisch hadra „Anwesenheit (Gottes)“. Der von Rahmentrommeln begleitete Gruppengesang und Tanz gilt als ein Weg, um Gott nahe zu kommen und dient zugleich als eine Form der Predigt zur Missionierung. Einige bekannte Prediger treten auf großen, eigens für Jugendliche organisierten Veranstaltungen mit Hadrah-Musik auf. Zum dortigen Programm gehören auch Zikir (Meditation mit an Gott gerichteten Gebetsformeln), Barzanji (Vortrag von Erzählungen aus dem Leben des Propheten) und Pengajian (islamische Predigt). Unter indonesischen Muslimen hat sich Hadrah zur beliebtesten Veranstaltung mit religiöser Musik entwickelt. In Indonesien und Malaysia gilt Hadrah als ein Ausdruck des malaiischen Islams. Dem Namen nach eine religiöse Anrufung mit Rahmentrommeln ist Shalawat Rebana (auch salewat, vom arabischen Plural salawāt, Singular salāt, Pflichtgebet im Islam).

### Indonesien
Nach der altindonesischen Zeit mit den frühesten Einwanderungswellen auf die Inseln, der indischen Periode mit der Einführung von Buddhismus und Hinduismus ab den ersten Jahrhunderten n. Chr. bildet die vom 12. bis zum 15. Jahrhundert dauernde Islamisierung die bis heute währende dritte Kulturperiode in Indonesien. Der Islam in Indonesien übernahm viele indische Kulturelemente und erst Ende des 19. Jahrhunderts führten Händler und Missionare aus Arabien orthodoxe Elemente in die zuvor teilweise synkretistische religiöse Praxis ein. Mit der arabisch-orientalischen Musiktradition verbunden sind außer der rebana die javanische Kegeloboe tarompet, der auf Sumatra die sarune entspricht, die Zupflaute gambus und die Stachelgeige rebab. Die Standardkombination für islamische Musik, gambus und rebana, wird heute oftmals durch eine Violine, die Flöte suling, andere Trommeln, E-Gitarre und E-Bass zu einer Popularmusik modernisiert.

#### Orkes Melayu
Der um die Mitte des 20. Jahrhunderts von der Malaiischen Halbinsel ausgegangene Popularmusikstil orkes Melayu („malaiisches Orchester“) enthält Elemente der indischen, arabischen und westlichen Musik. Der Name „malaiisches Orchester“ bezieht sich auf die Malaysisch und Indonesisch sprechenden muslimischen Unterschichten der Städte, unter denen der Musikstil in den 1970er Jahren als Dangdut populär wurde, zur Unterscheidung von den Popularmusikstilen der Javanisch-Sprecher und der anderen Ethnien. Für den Rhythmus sorgte im Dangdut anfangs das indische Kesseltrommelpaar tabla. Später wurden die indischen (indisches Harmonium) und malaiischen Anteile (Bambusflöte suling) an der Musik durch nahöstliche und amerikanische Vorbilder (E-Gitarre) ersetzt. Der über seine gesellschaftliche Herkunft hinaus verbreitete Dangdut enthält eingängige unterhaltende oder religiöse Texte und gilt als der beliebteste Musikstil, der für die malaiische Identität steht.
Ein traditionelleres Genre malaiischer Lieder (lagu Melayu) ist das orkes Melayu Deli, das Ende des 19. Jahrhunderts im damaligen Sultanat Deli (heute um die Stadt Medan in Nordsumatra) entstand. Wegen des regionalen Bezugs von lagu Melayu Deli zu diesem Anfang des 17. Jahrhunderts gegründeten malaiischen Sultanat gelten die solistisch oder in unterschiedlichen Ensembles gesungenen Lieder als „authentisch“ (asli, die ursprüngliche malaiische Identität verkörpernd). Die Lieder werden von professionellen Sängerinnen und Tänzerinnen (ronggeng) bei Tanzveranstaltungen aufgeführt und basieren auf für die Situation ausgewählten, dem Pantun-Reimschema entsprechenden Versen. Begleitet werden die Lieder – in ländlichen Gegenden bis heute – von einer (wahrscheinlich im 16. Jahrhundert von den Portugiesen eingeführten) Violine, einer oder zwei Rahmentrommeln und einem einzelnen Gong tawak-tawak. In den Städten gilt der Gong als altmodisch und wird häufig durch ein Akkordeon ersetzt. Musikalisch verbindet die Melayu ronggeng-Tradition portugiesisch-europäische, arabische und chinesische Stilelemente, ungeachtet ihres als „original malaiisch“ eingeschätzten Charakters. In den 1950er Jahren wurden Elemente aus der lateinamerikanischen Tanzmusik und dem Jazz in den Melayu Deli übernommen. Das große staatliche Rundfunkorchester von Medan spielte in den folgenden Jahrzehnten, besetzt mit Trompete, Flöte, Klarinette, Violine, Klavier, Schlagzeug, rebana und dem Gong kemongan, arrangierte Volkstänze der Minangkabau und europäisch komponierte Orchesterwerke.
Der sehr alte, erotisch-sinnliche Frauentanz Ronggeng ist mit anderen regionalen Namen in ähnlicher Form auf Java unter anderem als gandrung, lengger, tandak und joged bekannt. Damit sind jeweils Auftritte von Tänzerinnen gemeint, die von einem Gamelan (einem traditionellen javanischen Orchester) begleitet werden. Ein ähnlicher Frauentanz ist der Jaipongan. In den 1970er und 1980er Jahren wurden auf Java Tänze wie Ronggeng und Jaipongan wiederbelebt und in traditionelle Theateraufführungen integriert. Gleichzeitig gingen Muslime unter dem Einfluss eines stetig konservativer werdenden Islams gegen die angeblich zu freizügigen Tänzerinnen vor. Bei der Begleitmusik führte diese Tendenz dazu, in der Region Sunda die javanischen Buckelgongs (bonang), die Brettzither kacapi und andere alte sundanesische Musikinstrumente durch die von der Orthodoxie akzeptierte rebana zu ersetzen. In diesem Fall begannen die Tänzerinnen, den Hidschāb zu tragen. Die einstmals erotische Komponente des Ronggeng mit Versen voller sexueller Anspielungen scheinen konservative Muslime vergessen zu haben, wenn sie erklären, Ronggeng sei ursprünglich von Rahmentrommel, Fasstrommel, kecrek (metallene Aufschlagplatte als Signalgeber) und gesungener islamisch-mystischer Poesie (suluk) begleitet worden. Der Rückzug von Gamelan-Instrumenten und die weitere Verbreitung der rebana sind auch bei anderen kulturellen Anlässen eine Folge einer verstärkten Islamisierung.
Sunan Kalijaga ist einer der Wali Songo, der neun Heiligen, die im 15. und 16. Jahrhundert den Islam auf Java verbreiteten und die an Pilgerorten verehrt werden. Die Missionierung betrieb Sunan Kalijaga mit Hilfe der Wayang-Aufführungen, wobei er im wayang kulit und im wayang beber die Gesichter der Figuren gemäß dem islamischen Bilderverbot vogelkopfartig abstrahierte. In diesen Wayang-Theatern werden mythische Erzählungen, unter anderem zum Leben der Wali Songo überliefert. In einer Erzählung gelingt es Sunan Kalijaga, die Prinzessin Lara Kidul zu heiraten und im Kampf die mythische Schlange Naga zu besiegen. Nach dieser Tat lebt das Paar glücklich, bis eines Tages Lara Kidul aus der Ferne den Klang der islamischen rebana hört, mit der Sunan Gunung Jati, ein anderer Wali Songo, den Islam verkündet. Lara Kidul geht davon, um den neuen Glauben anzunehmen. Viel später findet auch Sunan Kalijaga zum Islam, entdeckt dann aber Wayang als effektivste Methode, um den Islam zu verbreiten und wird so zum ersten Wayang-Puppenspieler (dalang).

#### Aceh

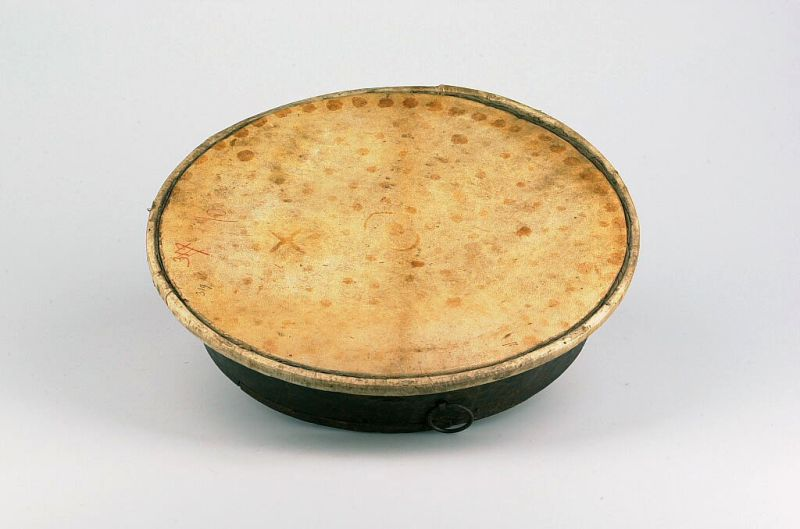
Rahmentrommel rapa’i aus Aceh. Vor 1930

Zu den meisten devotionalen Musikformen in Indonesien gehören ein Vorsänger und ein heterophon die Melodie singender Chor aus Männern oder Frauen. Gemischte Chöre sind nicht üblich. Die Tänzer machen häufig Tanzbewegungen im Stehen oder beim Sitzen oder Knien am Boden. Die Gesänge werden nicht von Melodieinstrumenten, sondern lediglich von Rahmentrommeln begleitet.
In der Provinz Aceh an der Nordspitze Sumatras werden zahlreiche Varianten von unterschiedlich großen Rahmentrommeln für einige anderswo nicht vorkommende Musikgenres verwendet. In Aceh hängt die Entwicklung der von Rahmentrommeln begleiteten religiösen Gesänge (achinesisch ratéb, diké, liké) und Sitztänze (duek) mit dem historischen Konzept zur Islamisierung dakwah zusammen, das durch Sufibruderschaften (tarèkat) gefördert wurde. Von Malaysia ausgehend entwickelte sich dakwah ab den 1970er Jahren in der Region zu einer islamistischen Bewegung. In Aceh werden traditionell devotionale Aufführungen mit Rahmentrommeln (rapa’i) von nichtmuslimischer Musik etwa des Ensembles Hareubab mit der Stachelgeige rebab unterschieden. Von Rahmentrommeln begleitete Gesänge und Sitztänze erfahren gleichermaßen Wertschätzung wegen ihrer vorgestellten Verbindung zu dakwah und damit zu ihrer arabisch-islamischen Herkunft. Viele Religionsgelehrte befürworten daher vollumfänglich die Verwendung der Rahmentrommel bei religiösen Anlässen. Sie können sich auf ein Hadith berufen, wonach zur Lebenszeit des Propheten Mohammed mit Rahmentrommeln und Gesängen die Krieger vor der Schlacht angespornt worden seien und der Prophet das Rahmentrommelspiel von Frauen bei Hochzeiten befürwortet habe. Im Jahr 2009 erteilte die Konferenz der Rechtsgelehrten von Aceh ihre Genehmigung für die islamischen Kunstformen Rapa’i (Rahmentrommel beim Sitztanz), Dabus (devotionaler Gesangsstil), Gambus (mit der Zupflaute), Rebana (mit der großen Rahmentrommel) und Silat (Kampfkunst).
Das religiöse Spiel der Rahmentrommel in Aceh wird auf den Sufiheiligen ʿAbd al-Qādir al-Dschīlānī (1077–1166) zurückgeführt, der dem Qādirīya-Orden seinen Namen gab. Einer Legende aus Aceh zufolge brachte Dschīlānī bei seiner Geburt die Rahmentrommel in die Welt. Sein jüngerer Zeitgenosse Ahmed Rifai (1118–1182) soll ebenfalls ein Rahmentrommelspieler gewesen sein. Auf ihn geht der Rifāʿīya-Orden zurück, der um 1320 in Aceh Fuß gefasst hatte. Die Bezeichnung für die in Aceh gespielte Rahmentrommel rapa’i entspricht der hiesigen Aussprache seines Namens und soll von diesem abgeleitet sein. Bis heute sind die Rifāʿīya und andere Sufibruderschaften in Aceh aktiv.
Die bedeutendste Rahmentrommel, die in Aceh eine offizielle Funktion besitzt, ist die rapa’i Pasè. Die große Zeremonialtrommel rapa’i Pasè hängt wie eine Buckelgongreihe in einem Satz von unterschiedlich großen Exemplaren mit der Membran senkrecht in einem Holzgestell. Bei zehn Trommeln in der Reihe hängen nebeneinander vier Trommeln mit 70 Zentimetern Durchmesser, zwei Trommeln mit 100, zwei Trommeln mit 120 und zwei Trommeln mit 125 Zentimetern Durchmesser. Der Name Pasè geht auf das erste muslimische Sultanat Pasai auf Sumatra zurück, das um 1290 gegründet wurde und an das sich die Muslime von Aceh mit Stolz erinnern. Trotz der namentlichen Verknüpfung gibt es keinen Nachweis für ein entsprechendes Alter dieser Trommeln. Bis zu 50 rapa’i Pasè werden bei zeremoniellen Anlässen im Wechsel mit männlichen Gesangsstimmen eingesetzt. Der Musiker hält die an einem Seil hängende Trommel mit der linken Hand an der Unterseite des Rahmens und schlägt das Trommelfell mit voller Kraft mit dem rechten Handballen.
Eine nach dem devotionalen Gesangsstil Dabus benannte Rahmentrommel heißt auf Achinesisch rapa’i dabôh. Der auch in anderen Regionen vorkommende Dabus wird stets von Rahmentrommeln begleitet und geht auf einen alten Unbesiegbarkeitskult aus dem Nahen Osten oder Indien zurück, der in Indonesien wohl von den Rifāʿīya verbreitet wurde. Dabei fügen sich die Teilnehmer Verletzungen ohne Schmerzempfinden zu. Dabus ist von arabisch dabbus (wörtlich „Ahle“) abgeleitet, früher eine Art Schellenbaum, den Derwische verwendeten. Bei den Dabus-Aufführungen in Aceh halten die am Boden sitzenden Teilnehmer mit der linken Hand eine große, aber flache Rahmentrommel, die senkrecht auf dem Boden steht und produzieren mit der rechten Hand einen Gesamtklang von ineinander verzahnten Rhythmen. In einer spirituell angeregten Stimmung wiederholen sie die Namen Allahs und die Namen der Propheten. Einige Gläubige stehen auf und stechen sich zum Zeichen ihrer Verbundenheit mit Gott mit einer Ahle (Eisennadel mit Holzhandgriff), ohne dabei Schmerzen zu empfinden. Bei manchen Veranstaltungen im Norden von Aceh versucht eine Gruppe von Trommlern die andere Gruppe durch einen gegenläufigen Rhythmus aus dem Konzept zu bringen. Falls die Situation zu eskalieren droht, greift der religiöse Führer (khalifah) und Leiter der Aufführung ein. Er gilt als spiritueller Nachfolger von Ahmed Rifai. Rapa’i dabôh ist Margaret Kartomi (2010) zufolge der am engsten mit einer Missionierungspraxis (dakwah) in Verbindung stehende Devotionalstil mit Rahmentrommeln, der auf eine spirituelle Erfahrung und zugleich auf eine Demonstration männlicher Kraft und Stärke abzielt.
Bei dem im 19. Jahrhundert oder vorher entstandenen Rahmentrommelstil Rapa’i spielen die in einer Reihe sitzenden Trommler-Sänger (rakan) virtuose, ineinander verzahnte Rhythmen auf mittelgroßen Rahmentrommeln und vollführen zugleich akrobatische Bewegungen mit dem Oberkörper. In den dazu gesungenen Melodien wiederholen sie einige hauptsächlich säkulare Phrasen. Beim ähnlichen rapa’i geurimpheng sind die Bewegungen des Oberkörpers wild, aber weniger akrobatisch. Zum Sitztanz rapa’i géléng („Rahmentrommel [Kopf] drehend“), der sich in den 1960er Jahren an der Südwestküste von Aceh verbreitete, gehören mittelgroße Rahmentrommeln und schleudernde Kopfdrehungen. Die Aufführungen finden üblicherweise im Rahmen von Wettbewerben statt.
Von früheren Anfängen abgesehen wurden die drei letztgenannten Varianten des Rahmentrommelspiels in Aceh mutmaßlich mit der Verbreitung des Rifāʿīya-Ordens um das 15. Jahrhundert institutionalisiert und seit dem 19. Jahrhundert waren die Aufführungen streng formalisierte Demonstrationen von Kraft und Ausdauer. Für die größeren Trommeln bei den Rapa’i dabôh-Aufführungen, die als Wettbewerbe zwischen Dörfern veranstaltet werden, benötigen die Teilnehmer noch mehr Kraft.
Traditionelle Unterhaltungsmusikgruppen mit Rahmentrommeln verwenden mittelgroße rapa’i, ein paar zweifellige Fasstrommeln, eine Kegeloboe serune (kalee) und die mit 8 Zentimetern Durchmesser kleinste und hoch tönende Rahmentrommel dap, die in Aceh auch als rapa’i aneuk („Rahmentrommel-Kind“) bekannt ist. Dap ist von persisch-arabisch daff abgeleitet. Solche Ensembles begleiten Tänze bei islamischen oder staatlichen Feiertagen und Familienfeiern.

#### Minangkabau

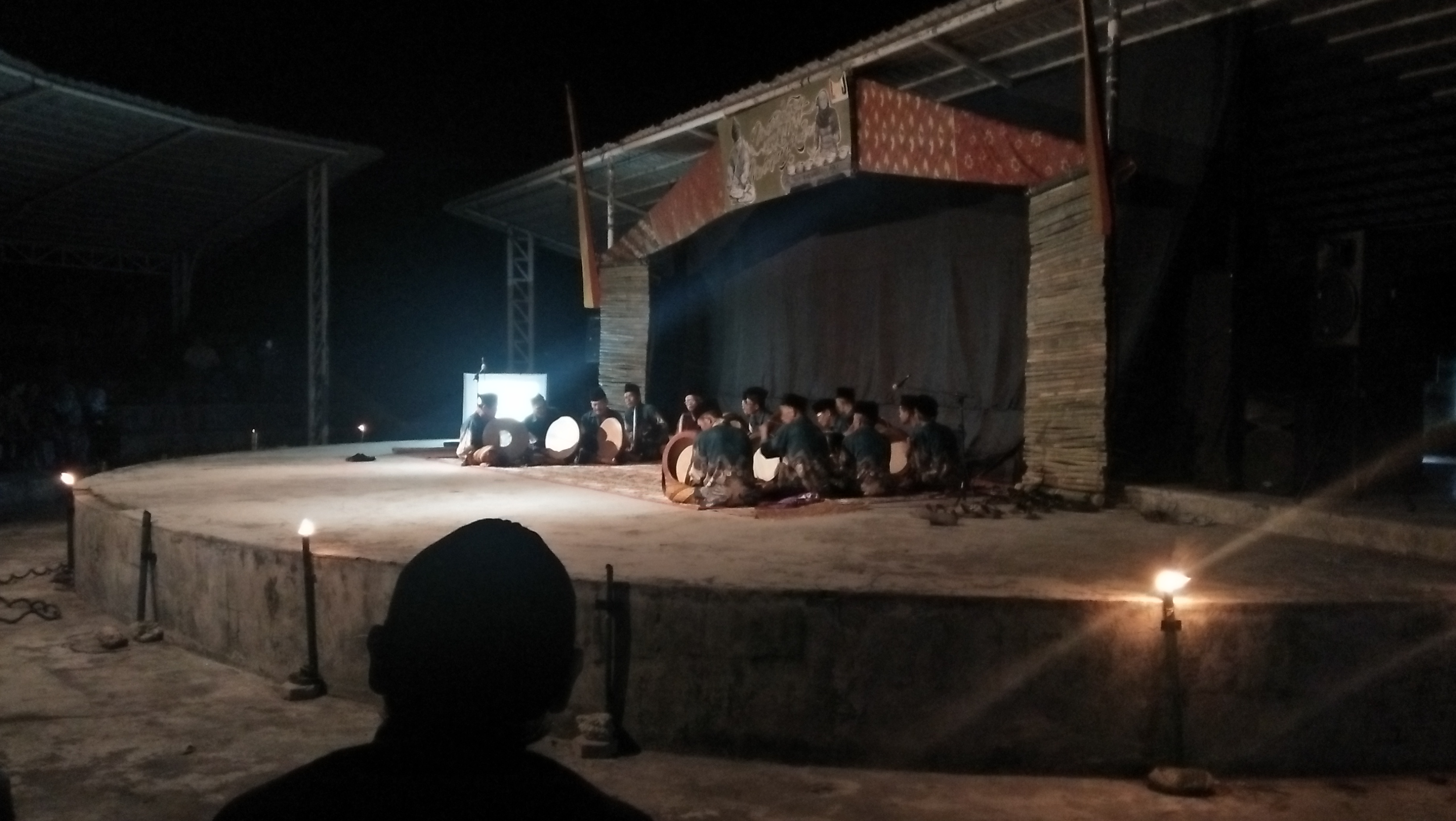
Devotionaler Gesang mit Rahmentrommeln dikie rabano bei den Minangkabau

Die muslimischen Minangkabau in Westsumatra bezeichnen die auf Sufitraditionen basierende Ritualmusik mit Chor und Rahmentrommeln als Dabuih, mit dem minangkabauischen Wort für indonesisch dabus („Ahle“). Die Minangkabau haben dieses Ritual vom Rifāʿīya-Orden übernommen. Arabische Missionare führten in den vergangenen Jahrhunderten zwar eine orthodoxe Variante des Islams ein, dieser traf jedoch auf ein stark ausgeprägtes Gewohnheitsrecht (adat) aus altindonesischer Zeit, sodass sich etwa beim Dabuih mystisch-sufische Vorstellungen mit vorislamischen Ritualpraktiken verbinden. Die beim Dabuih in Ekstase geratenen Gläubigen, die eine mystische Vereinigung mit Gott anstreben, verletzen sich mit Ahlen (minangkabauisch si giriak), Messern, Dornenzweigen, Glasscherben und zum Glühen gebrachten Eisenketten. Die hierbei gesungenen Lieder bestehen aus der ständigen Wiederholung religiösen Formeln einschließlich der Namen Gottes oder nur aus der Silbe hu. Denselben Zweck verfolgt das intensive Schlagen der Rahmentrommeln rabano oder indang. Der heterophone devotionale Gesang mit Rahmentrommeln heißt bei den Minangkabau dikie rabano.
Ein ähnliches islamisches Musikgenre wird nach der kleineren Rahmentrommel indang benannt. Die Rahmentrommel indang hat einen Durchmesser von 20 bis 25 Zentimetern und ist mit einer angenagelten Ziegenhaut bespannt. Vor dem Spiel wird eine Rattanschnur fester von der Unterseite zwischen Membran und Korpusrand gedrückt und die Membran über dem Feuer erwärmt. Einige Trommeln besitzen Schellen in zwei Schlitzen im Rahmen. Den Sitztanz Indang führen Gruppen von Männern oder Frauen im Schneidersitz in einer Reihe auf. Dabei bewegen sie gleichzeitig Arme und Oberkörper. In der Küstenstadt Pariaman und einigen anderen Gebieten wird dieser Sitztanz Rapa’i genannt. Zum Ensemble gehören in diesem Fall auch Instrumente aus der Prozessionsmusik talempong pacik: Rahmentrommel, Buckelgongs und die Bambusflöte saluang.
Bei einer Indang-Aufführung singen die im Halbkreis nebeneinander sitzenden Männer einstimmig im Chor religiöse Formeln, manchmal beginnt der musikalische Leiter (syaik) solistisch mit solchen Formeln, auf die der Chor mit einem Refrain antwortet. Dazwischen schlagen alle Teilnehmer ihre Rahmentrommel rabano oder indang und produzieren ein verzahntes rhythmisches Muster. Am Anfang der Zeremonie geht der religiöse Führer (kalipah, entsprechend dem khalifah in Aceh) um die Reihe der Männer herum und spendet seinen Segen, indem er heiliges Wasser verspritzt und eine Schale mit Räucherstäbchen durchreichen lässt. Der in der Mitte der Reihe sitzende musikalische Leiter spielt die führende große Rahmentrommel (induk, „Mutter“). In seiner Nähe sitzen der zweite (paimbau) und der dritte Trommler (untuk lapak). Die übrigen Männer (panuruik, „Nachfolger“) schlagen kleinere Trommeln. Gesang, Trommelspiel und die Bewegungen mit Kopf und Oberkörper bilden in ihrer emotionalen Intensität eine vereinte Anstrengung mit dem Ziel, sich gedanklich auf Gott zu konzentrieren.
Der spirituelle Gehalt der Dabuih-Aufführung basiert auf einer nahöstlichen Zeremonie des Sufismus und Elementen eines vorislamischen Trancerituals. Der Ablauf ist ähnlich wie in Aceh und enthält bei streng religiösen Anlässen auch die Selbstverletzung einzelner Teilnehmer in einem Zustand der Ekstase. Bei Hochzeiten und anderen festlichen Gelegenheiten wird Dabuih in erster Linie zur Unterhaltung aufgeführt.
Dabuih verbreitete sich vermutlich von Aceh aus im 16. Jahrhundert oder Anfang des 17. Jahrhunderts im Gebiet der Minangkabau, als das Sultanat von Aceh deren Küste kontrollierte. Die funktionellen Namen der indang verweisen nach der Tradition (adek) der Minangkabau auf eine vorislamische Herkunft aus einem ursprünglichen Erntefest. Das Wort indang ist in einer alten Redewendung enthalten, die sich auf die Reisernte bezieht und bedeutet „worfeln“. Die Rahmentrommel selbst scheint einer Legende zufolge, wonach sie zuerst von einem Minangkabau namens Kalipah Taher auf einem Boot gespielt wurde, von Muslimen auf dem Seeweg eingeführt worden zu sein. Nach einer anderen Legende wurde die Rahmentrommel bei vorislamischen Ackerbauritualen eingesetzt und könnte demnach aus vorislamischer Zeit stammen. Die einzelnen Elemente beim Dabuih lassen sich nicht eindeutig einer eingeführten islamischen oder alten eigenen Tradition zuordnen. Die Phrasen werden gemischt auf Arabisch und Minangkabauisch gesungen.
Eine weitere, in Indonesien nur bei dem Minangkabau vorkommende Trommel, die für islamische Rituale verwendet werden darf, ist die Anfang des 18. Jahrhunderts aus Indien eingeführte kleine Kesseltrommel tasa. Ein besonderer islamischer Gesangsstil der Minangkabau ist der Salawat dulang, bei dem die Männer zur Begleitung des Sitztanzes anstelle von Rahmentrommeln die Bronzeteller dulang schlagen.
Zu den nicht von arabischen Sufis eingeführten Genres gehören regionale Formen von lagu Melayu, die mit Violine (biola), Kegeloboe (serune) und Rahmentrommel (rabana) gespielt werden, darunter der tari kain („Kleidertanz“), tari payung („Regenschirmtanz“) und tari saputangan („Taschentuchtanz“). Idiophone wie die Buckelgongreihe bonang und die Bambusgleitrassel angklung wurden aus Java eingeführt.

#### Java

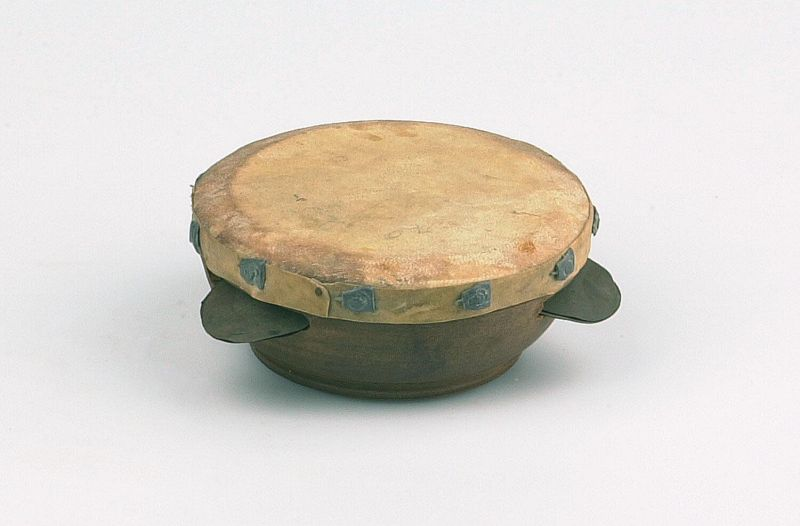
Terbang mit Schellen aus Jakarta, Westjava

Die in der islamischen Musik Slawatan (shalawat, von salāt) auf Java verwendete Rahmentrommel kommt in Cirebon, Westjava, in fünf Größen vor, die in der javanischen Sprache terbang genannt werden. Die kempli misst etwa 26 Zentimeter im Durchmesser, die induk etwa 30, die darah etwa 36, die kempyang etwa 40 und die bibid etwa 45 Zentimeter im Durchmesser. Für den religiösen Gesang werden diese fünf Rahmentrommeln und vier weitere mit Schellen verwendet. Zusammen mit den hoch klingenden Schellentrommeln (terbang) genjring besteht das Ensemble aus neun Trommeln, deren Zahl die neun heiligen Wali (Wali Songo) repräsentiert. Der Ensembleleiter spielt üblicherweise mit einer genjring die komplexeren rhythmischen Formeln. Eine größere terbang spielt zur Eröffnung. Die große bibid übernimmt die Funktion eines einzelnen punktierenden Buckelgongs im Gamelan. Die mittelgroßen Trommeln produzieren die rhythmischen Hauptschläge und die beiden kleinen Rahmentrommeln, die ein Musiker mit Stöcken zusammen spielt, unterteilen diese durch komplexere Schläge. Die stets männlichen Trommelspieler singen dazwischen bedeutungslose Silben (javanisch senggakan) und unisono im Chor eine Melodie. Einige Melodien des Genres Terbangan sind auch im üblichen Repertoire eines Gamelan vorhanden, die Tonarten entsprechen dem klassischen Gamelan. Die meisten Texte der Slawatan sind der populären Verssammlung Maulid al-Barzandschi entnommen, in der das Leben und Werk Mohammeds geschildert und gepriesen wird.

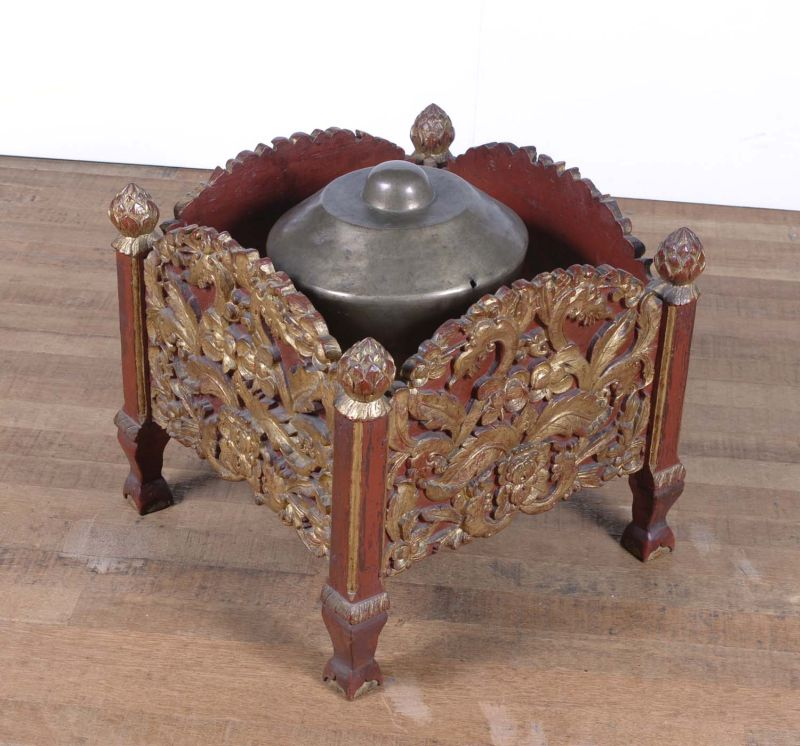
Javanischer Kesselgong kenong

Die Rahmentrommel ist in Westjava stärker verbreitet als im Osten. Im Regierungsbezirk Ponorogo in Ostjava begleitet ein Réyog-Ensemble das gleichnamige Straßentanztheater mit maskierten Tänzern und die Tanzform Kuda Lumping mit Steckenpferden. Zum Ensemble gehören die Kegeloboe selompret, zwei Gleitrasseln angklung, ein kleiner Buckelgong kethuk, ein kleiner Kesselgong kenong, ein hängender Gong kempul, eine zweifellige Fasstrommel kendang, eine kleinere Fasstrommel ketipung und manchmal eine oder mehrere terbang. Solche Ensembles gehören in den Bereich der Volksmusik (gamelan kasar), in der höfischen Musik (gamelan halus) sind Rahmentrommeln nicht üblich.
Kentrung ist eine besondere Erzähltradition in javanischer Sprache im ostjavanischen Regierungsbezirk Blora, bei der eine Person als Puppenspieler, Erzähler und Trommler zugleich agiert. Die Volkserzählungen handeln von der Ausbreitung des Islams und haben einen moralischen Gehalt. Der Erzähler umreißt zunächst die Situation und geht dann zu einem Dialog über. Den dritten Teil trägt er als Gedicht in der Form parikan (javanisches Pantun) mit vier Zeilen vor. Die ersten beiden Zeilen (sampiran) vermitteln ein Landschaftsbild, die nachfolgenden zwei den Inhalt. Humor ist ein wesentliches Element, mit dem der Zusammenhalt der Gemeinschaft gestärkt werden soll. Die Aufführungen finden nachts statt und dauern zwischen einer Stunde und mehreren Stunden. Die Einführung wird ohne Rahmentrommel vorgetragen, die nachfolgenden Lieder und Erzählungen begleitet der Darsteller mit der rebana.
Im zentraljavanischen Regierungsbezirk Banyumas heißt eine vergleichbare Erzähltradition mit einer identitätsstiftenden Funktion Jemblung. Drei oder vier Männer und eine Frau sitzen um einen Tisch und tragen mit zugewiesenen Rollen humorvolle Geschichten vor. Der Leiter (dalang) dirigiert wie bei einem Wayang den Ablauf und singt poetische stimmungsvolle Texte (sulukan). Keine Musikinstrumente begleiten die Inszenierung, stattdessen ahmen die Akteure das bei einem Wayang gebrauchte Instrumentarium des Gamelan stimmlich nach. In einer ebenfalls Jemblung genannten islamischen Erzählform in Ostjava tritt ein einzelner Erzähler über mehrere Stunden auf. Er trägt seine in unterschiedlichen Tonhöhen gesprochenen Texte solistisch vor oder begleitet sich auf einer rebana. In dieser Aufführung entspricht Jemblung dem Kentrung.
Eine Verbindung des unterhaltenden Jemblung von Banyumas mit mehreren Akteuren um einen dalang und der islamischen Version des Kentrung mit einem Erzähler in Ostjava stellt der Jemblung im ostjavanischen Regierungsbezirk Blitar dar. Hier wird ein Erzähler, der islamische Preislieder (syair-syair) singt, von einem Ensemble bestehend aus sechs oder mehr Musikern begleitet, die wie ein interagierendes Publikum mitsingen und rebana spielen. Außerdem spielen sie einige Idiophone aus dem Gamelan, die Fasstrommel kendang und die große zweifellige Zylindertrommel jedor (weshalb dieses Ensemble auch jedoran heißt). Die Lieder handeln von der Ankunft des Islams auf Java, den neun heiligen Wali und vom Helden Menak.
In der ostjavanischen Hafenstadt Banyuwangi basiert der Tanz- und Musikstil Kuntalan auf einer Kombination des muslimischen Hadrah mit dem sinnlichen Frauentanz Gandrung. Im Zentrum der virtuosen perkussiven Musik stehen Rahmentrommeln mit Schellen, die in einer Besetzung um tief klingende Zylindertrommeln (pantus, Marschmusiktrommeln), zwei kleine liegende Buckelgongs (kenong) und ein Triangel (kluncing) ergänzt werden. Der Kuntalan wird üblicherweise von vier bis sechs Mädchen oder jungen Frauen getanzt. Die weiße Farbe an ihren Kostümen verweist auf die Farbe des namensgebenden Reihers (indonesisch kuntal). Gesungen wird in der Sprache Osing der in der Region um Banyuwangi beheimateten Ethnie Osing.

#### Lombok
Die Sasak auf der östlich von Bali gelegenen Insel Lombok sind seit dem 17. Jahrhundert islamisiert und der Islam steht heute im Zentrum ihrer kulturellen Identität. Mit dem Islam gelangte die Rahmentrommel rebana auch in die Musik von Lombok, in der sich der Kulturkonflikt zwischen der Bevölkerungsmehrheit und der mit der balinesischen Minderheit verbundenen älteren hinduistischen Tradition widerspiegelt. Die Besetzungen der verschiedenen Gamelan lassen sich entsprechend zuordnen. So akzeptieren strenggläubige Muslime keine Metallophone aus Bronze, die praktisch in jedem Gamelan gebraucht werden.
Das Gamelan Tawa-Tawa ist nach dem taktgebenden kleinen Kesselgong tawa-tawa benannt. Im muslimischen Gamelan Rebana sind die Gongs durch Rahmentrommeln rebana ersetzt, die vom Spieler mit einem dünnen Schlägel geschlagen werden. Anstelle der großen hängenden Gongs werden große Zylindertrommeln und anstelle der großen Becken wird ein kleines Becken kecek verwendet. Das Repertoire haben beide Gamelan zu großen Teilen gemeinsam. Mehrere gestimmte rebana in verschiedenen Größen ahmen die Tonhöhen der Bronzegongs nach und übernehmen deren rhythmische Strukturen.
Einflüsse von Bugis und Makassaren aus Süd-Sulawesi sowie ferner von malaiischen Händlern prägen die Liedgattung Cilokaq (gilokaq), die in häufig ruhigem Ton von einem Sänger oder einer Sängerin, Begleitsängern und einem Instrumentalensemble vorgetragen wird. Die Texte gehören zur Gedichtform Pantun. Das begleitende Ensemble besteht aus gambus (Schalenhalslaute), penting (regionale Bezeichnung für gambus) und manolin (mandulin, mandolin, von „Mandoline“, aber keine Laute, sondern eine langrechteckige Kastenzither mit Tasten ähnlich der nordindischen bulbultarang und der japanischen taishōgoto), rebana (oder jedur, Rahmentrommel), kecek (oder copeq, kleines Becken) und kendang (Fasstrommel). Dieses Ensemble und das Gamelan Rebana begleiten bei festlichen Anlässen den traditionellen Rudat-Tanz, der eine Form von Pencak Silat bei den Sasak darstellt.

#### Bali

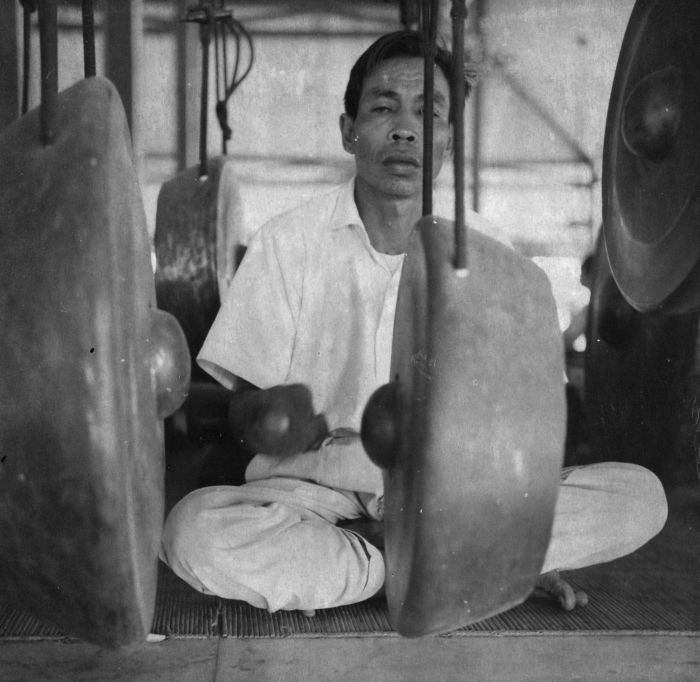
Gong kempul in einem balinesischen Gamelan, 1966

Auf Bali bilden die Muslime mit rund 10 Prozent der Bevölkerung eine kleine Minderheit. Die Hindu-Balinesen sehen sich wiederum innerhalb Indonesiens als eine von allen Seiten von Muslimen eingegrenzte Minderheit. Das wesentliche Kriterium zur Abgrenzung der von den balinesischen Muslimen gespielten Musik gegenüber der balinesischen Musik der mit der indojavanischen Tradition verbundenen Hindus ist die rebana, die auch hier als ein Musikinstrument zur Islamisierung gilt. Die ersten Muslime erreichten Bali aus Java kommend im 15. oder 16. Jahrhundert und erhielten die Erlaubnis, sich im Osten, später auch im Norden und Westen der Insel anzusiedeln. Im 17. Jahrhundert wanderten einige muslimische Bugis aus Südsulawesi und Sasak aus Lombok ein.
Ein Rebana-Ensemble der Sasak im ostbalinesischen Regierungsbezirk Karangasem setzt sich aus etwa sechs unterschiedlich großen gestimmten rebana, einigen manolin und einigen Bambusflöten suling zusammen. Ungewöhnlich für den Einsatz von rebana ist, dass die Ensembles in zwei muslimischen Dörfern von Karangasem rein instrumental spielen. Jede rebana hat eine definierte Funktion: Vier rebana produzieren mit jeweils einem Ton die Melodie, eine sorgt für den Takt (das Tempo) und die größte Rahmentrommel, die kempul oder jidur genannt wird, betont die melodischen Zyklen. Die im Gamelan Rebana verwendeten weiteren Instrumente fehlen hier, dafür tragen manolin und suling, die auch von hinduistischen Balinesen gespielt werden, zur Melodie bei. Auch das Repertoire ist dem der hindu-balinesischen Musik ähnlich, ein Teil des Repertoires stammt vom Gamelan Angklung, das wie das Rebana-Ensemble auf einer Vier-Ton-Skala basiert.
Die melodischen Zyklen werden stetig wiederholt und zum Abschluss mit dem tiefsten Ton markiert. Diese Aufgabe übernimmt im Gamelan üblicherweise der große gong ageng oder der Gong kempul, weshalb die dieser Funktion entsprechende Rahmentrommel so genannt wird. Zwei der vier melodiebildenden rebana treten an die Stelle der beiden unterschiedlich hoch tönenden Fasstrommeln kendang wadon (tief) und kendang lanang (hoch) beim Gamelan Angklung. Diese produzieren Melodietöne und zugleich wechselnde rhythmische Muster.
Das Rebana-Ensemble spielt keine für muslimische Festtage geeignete religiöse Musik, sondern dient der Unterhaltung. Anlässe für Aufführungen sind Hochzeiten und andere freudige Ereignisse der Gemeinde, zu denen Feiern nach Abschluss einer Pilgerreise (Haddsch), Beschneidungen (Chitan, khitanan) und der erste Haarschnitt eines Babys (potong rambut) gehören.

#### Sulawesi
Im seit dem 14. Jahrhundert überlieferten Epos La Galigo der Bugis wird ein Musikinstrument namens tamboro erwähnt, die Bedeutung dieses Wortes ist jedoch unklar. Zuverlässig bekannt ist, dass mit dem Übertritt der Bugis und Makassaren im Süden von Sulawesi im 17. Jahrhundert zum Islam die Rahmentrommel rebana, die Laute gambus und andere Elemente der islamischen Kultur auf die Insel kamen.
Bei Familienfeiern und muslimischen Feiertagen werden Kasidah (eine aus dem Arabischen stammende Gedichtform) vorgetragen, häufig begleitet von gambus und rebana. Ein alter würdevollen Frauentanz bei den Makassaren ist der Pakarena, der auf eine höfische Kunstform im Reich Gowa zurückgeht. Heute ist der Pakarena ein bekanntes Element der traditionellen Kultur der Makassaren. Pakarena-Tanzgruppen treten bei Hochzeiten, Beschneidungen und anderen Familienfeiern auf. Die Tänzerinnen werden von Fasstrommeln ganrang (der kendang entsprechend) und einer Kegeloboe puik-puik als Kernbesetzung, ferner von einem großen hängenden Buckelgong gong, einer Bambusschlitztrommel kattok-kattok und gelegentlich weiteren Perkussionsinstrumenten begleitet. An einer Pakarena-Aufführung wirkten einem Foto aus den 1930er Jahren zufolge neben zwei ganrang auch mehrere rebana mit. Neben den genannten Perkussionsinstrumenten werden unter anderem kleine flache Zylindertrommeln marwas und Becken kancing für Pakarena und ähnliche Genres eingesetzt.
Ein anderes Foto aus der niederländischen Kolonialzeit in den 1930er Jahren zeigt eine Aufführung des bei den Bugis und Makassaren beliebten komödiantischen Volkstheaters Kondobuleng. Auf beiden Seiten der im Freien agierenden Darsteller sitzen mehrere rebana-Spieler am Boden. Bei einer Aufführung von Kondobuleng, die 2017 in einem Stadtviertel von Makassar stattfand, spielten die Musiker zwei Fasstrommeln, einen hängenden Gong, vier rebana, eine Violine und zwei Bambusschlitztrommeln.
Die beiden Fotos aus den 1930er Jahren von Südsulawesi mit Rahmentrommeln ergänzen die Beschreibung des schwedischen Ethnographen Walter Kaudern, der sich von 1917 bis 1921 in Sulawesi aufhielt und in Nordsulawesi (Regierungsbezirk Bolaang Mongondow) und in Zentralsulawesi (Pagimana im Regierungsbezirk Banggai) entsprechende Rahmentrommeln mit einem gerundeten Korpus fand. Kaudern erwähnt außerdem, dass es zu seiner Zeit bereits einige Rahmentrommeln aus Sulawesi, auch aus der Gegend von Makassar, in europäischen Museen gab. Diesen speziellen Trommeltyp erkannte er als muslimischen Kulturimport, Anzeichen für eine inseleigene ältere Rahmentrommel von flacherer Bauart fand er nicht. Die muslimische rebana wurde früher auch bei Kriegseinsätzen verwendet.

#### Molukken

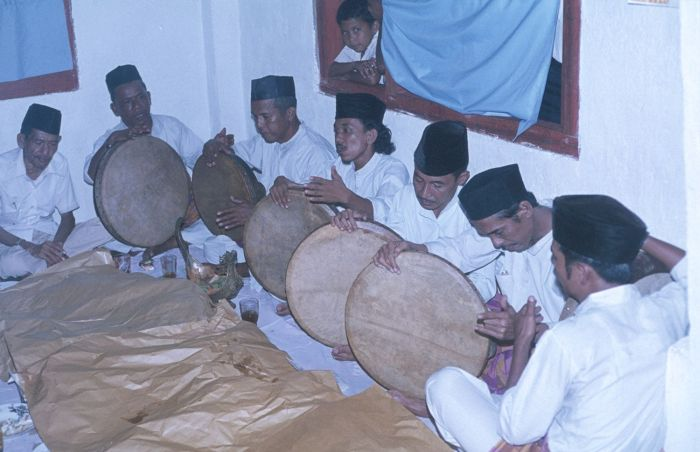
Männer singen und spielen Rahmentrommeln bei einer muslimischen Hochzeit im Haus der Braut. Sumatra, 1977

Die Provinz Maluku Utara (Nordmolukken) ist seit dem 16. Jahrhundert von portugiesischen Händlern beeinflusst, während malaiische Siedler zur selben Zeit die Islamisierung der Inseln betrieben. Auf Ternate und Tidore werden portugiesisch-malaiische Popularmusik- und Tanzstile genauso gepflegt wie etwa die muslimisch-malaiische Tanzform Zapin und der Frauentanz Ronggeng. Die beim Ronggeng gesungenen und gespielten Melodien sind ein Mix aus allen musikalischen Einflüssen. Gespielt werden sie auf der Bambuskernspaltflöte filutu parallel zur Gesangsstimme, ergänzt von Trommeln und Gongs. Weitere Musikinstrumente sind entweder die Zupflaute gambus und zwei kleine zweifellige Zylindertrommeln marwas oder eine rebana, ein westliches Schlagzeug und E-Gitarren.
Die in der gesamten Region bekannten muslimischen Ritualgesänge wie Salewat (Bittgesänge, Lobpreis des Propheten) und Tänze werden von gambus, der langen einfelligen schlanken Röhrentrommel tifa und rebana begleitet.
Auf der nordmolukkischen Insel Halmahera werden die devotionalen Genres Samman (namentlich von Mohammed ibn Abdel Karim al-Samman, 1718–1775; Sitztanz Saman bei den Gayo in Aceh), Hadad und Dabus (auch Rifai) von Männern sowie von Männern oder Frauen der Gesang im Sitzen ohne Instrumentalbegleitung Hadrat gepflegt. Wie auf Sumatra stechen sich die Teilnehmer beim Dabus mit Ahlen. Dieses zentrale Ereignis ist ebenso eine Demonstration der Unverletzbarkeit, nicht bloß der Unempfindlichkeit gegen Schmerzen. Die Macht der in Bittgebeten angerufenen Heiligen soll dafür sorgen, dass die Haut nur oberflächlich verletzt wird und die Wunden schnell heilen. Währenddessen singen die sitzenden anderen Männer auf Arabisch religiöse Formeln (dhikr) und begleiten sich auf der rabana. Auf Halmahera wird Dabus an islamischen Feiertagen und zur Erfüllung eines Gelübdes (nazar) aufgeführt.
In den mehrheitlich christlichen Zentralmolukken (Inseln Ambon, Seram) kommt die seltene Kombination von Gongs und Rahmentrommeln vor. In einem Ensemble spielen der zweireihige Buckelgong totobuang (vom javanischen bonang abgeleitet), das tragbare Xylophon tatabuhan kayu mit tifa und rebana zusammen. Die allgemein auf den Molukken zur Gesangs- und Tanzbegleitung eingesetzte tifa ist mit alten magischen Vorstellungen verbunden und damit stärker mit der in Neuguinea gespielten Sanduhrtrommel kundu verwandt als mit anderen indonesischen Trommeln. Sie gehört nicht zur islamischen Musik, weshalb sie dort häufig durch die rebana ersetzt oder ergänzt wird.
Bei Hochzeiten wird die rebana bei der Prozession des Bräutigams geschlagen, wenn dieser sich zum Haus der Braut begibt. Bei der Ankunft betritt er einen Raum, in dem Männer rebana spielen und Lieder zum Lobpreis des Propheten (hadrat nabi) singen, bevor der Imam die Hochzeitszeremonie durchführt.

### Malaysia

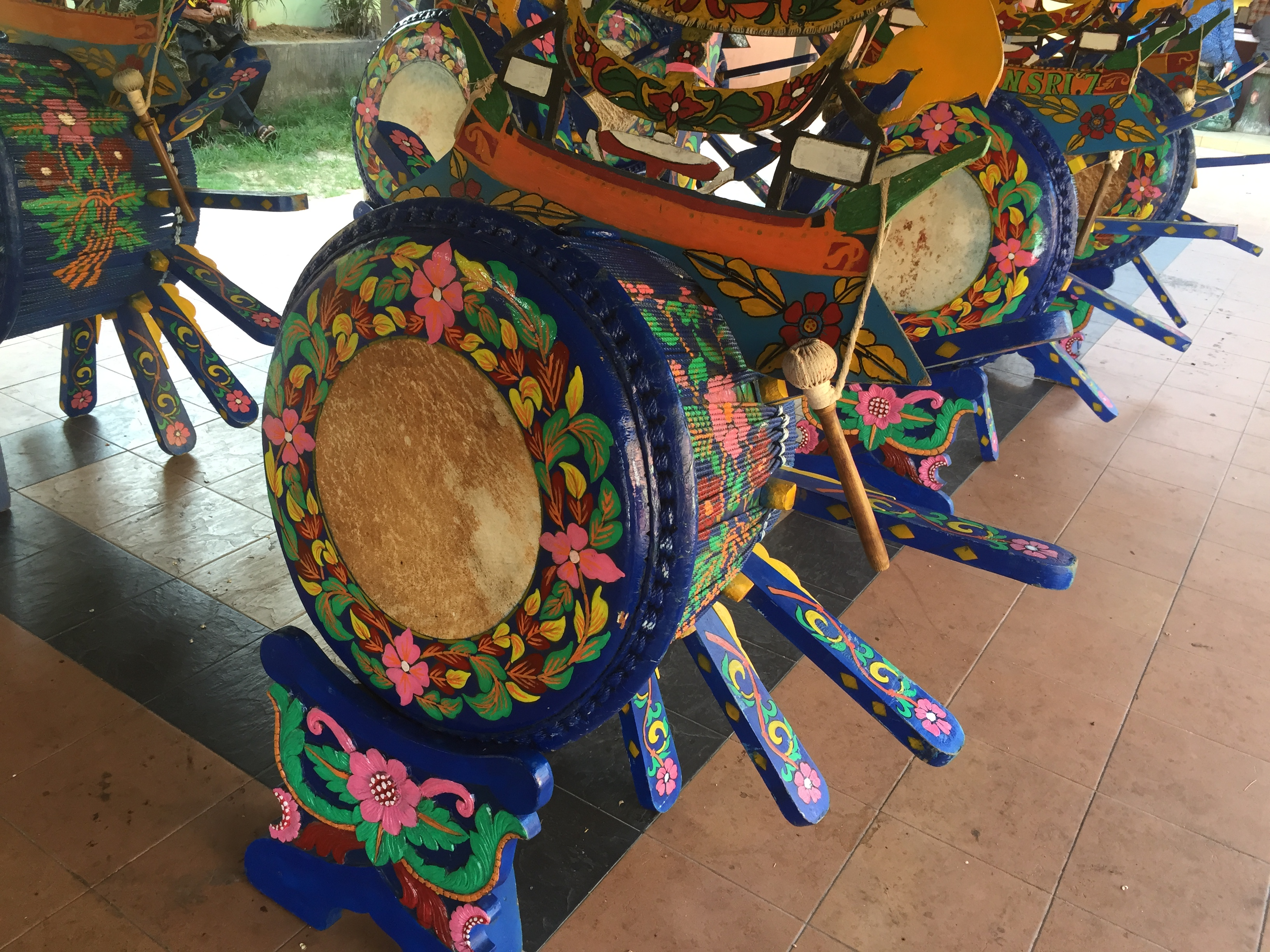
Rebana ubi im Bundesstaat Kelantan

Ein charakteristisches Element der Musik der Malaiien in Malaysia (und Singapur) sind wie in Indonesien Buckelgongs. Fast alle Malaiien sind Muslime in einem zunehmend orthodox-islamisch regierten Staat, dennoch existieren vorislamische Glaubensvorstellungen noch in manchen Bereichen. Auf der Malaiischen Halbinsel prägen Tanztheater und Schauspiele die traditionelle Musik. Alte dörfliche Musikformen haben häufig eine magische Bedeutung. Manche Rituale zur Geisteraustreibung erfordern den Einsatz der Stachelgeige rebab, von Trommeln und Gongs. Das bis in die 1920er Jahre als höfisches Tanztheater gepflegte Mak Yong im Bundesstaat Kelantan geht auf vorislamische, altmalaiische Geistervorstellungen zurück, sank bis Ende des 20. Jahrhunderts auf Dorfebene herab und ist heute wegen der erhalten gebliebenen magischen Anteile von der Regierung verboten. Das Begleitensemble von Mak Yong besteht aus einer rebab – die auch dem Geisterbeschwörer hilfreich ist, zwei Fasstrommeln gendang und einem Set aus zwei Buckelgongs tawak-tawak.
Mek Mulung ist ein mit dem Mak Yong verwandtes Theater, das nur im Bundesstaat Kedah gespielt wird und wie jenes aus gesprochenen Dialogen, Liedern und Tänzen besteht. Sein Ursprung ist unklar, wird aber im Süden Thailands, im ehemaligen Sultanat Patani vermutet. Das Theater hatte früher eine Bedeutung als Ritual für Geister, heute wird es aber nur noch zur Unterhaltung aufgeführt. Die Begleitmusiker sind stets männlich und schlagen mit zwei großen rebana (genannt gendang-ibu) und zwei kleinen rebana (gendang penganak und gendang peningkah) verzahnte Rhythmen. Hinzu kommen ein mittelgroßer hängender Buckelgong, Gegenschlagstäbe aus Bambus (cerek), eine Kegeloboe (serunai) und manchmal ein kleiner, in einem Holzrahmen liegender Buckelgong (mong). Die Rahmentrommeln produzieren unterschiedliche Tonhöhen, die cerek markieren die geradzahligen Schläge und der Gong betont das Ende eines Taktes aus vier Schlägen.
Rodat war wie der Hadrah Anfang des 20. Jahrhunderts noch ein islamischer Tanz, der zu Preisgesängen auf Gott und den Propheten gehörte und von rebana begleitet wurde. Im 19. Jahrhundert brachten mutmaßlich Händler aus Aceh, die mit Schiffen nach Sambas an der Westspitze Borneos fuhren, auf ihrem Rückweg den Rodat nach Terengganu an der Ostküste der Malaiischen Halbinsel. Die Verwendung von Rahmentrommeln ist geblieben, aber in den 1930er Jahren wurde der Tanz säkularisiert und zu den zuvor ausschließlich männlichen Tänzern kamen Transvestiten hinzu, die man nach 1945 durch Frauen ersetzte. Die seitdem größer gewordene Tanztruppe besteht seitdem aus männlichen Tänzern und Sängern (pelenggok), den Sängerinnen und Tänzerinnen (mak inang) und den Trommelspielern (pengadis). Der Rodat ist heute eine Unterhaltungsform bei Hochzeiten, öffentlichen Veranstaltungen und Erntedankfesten.

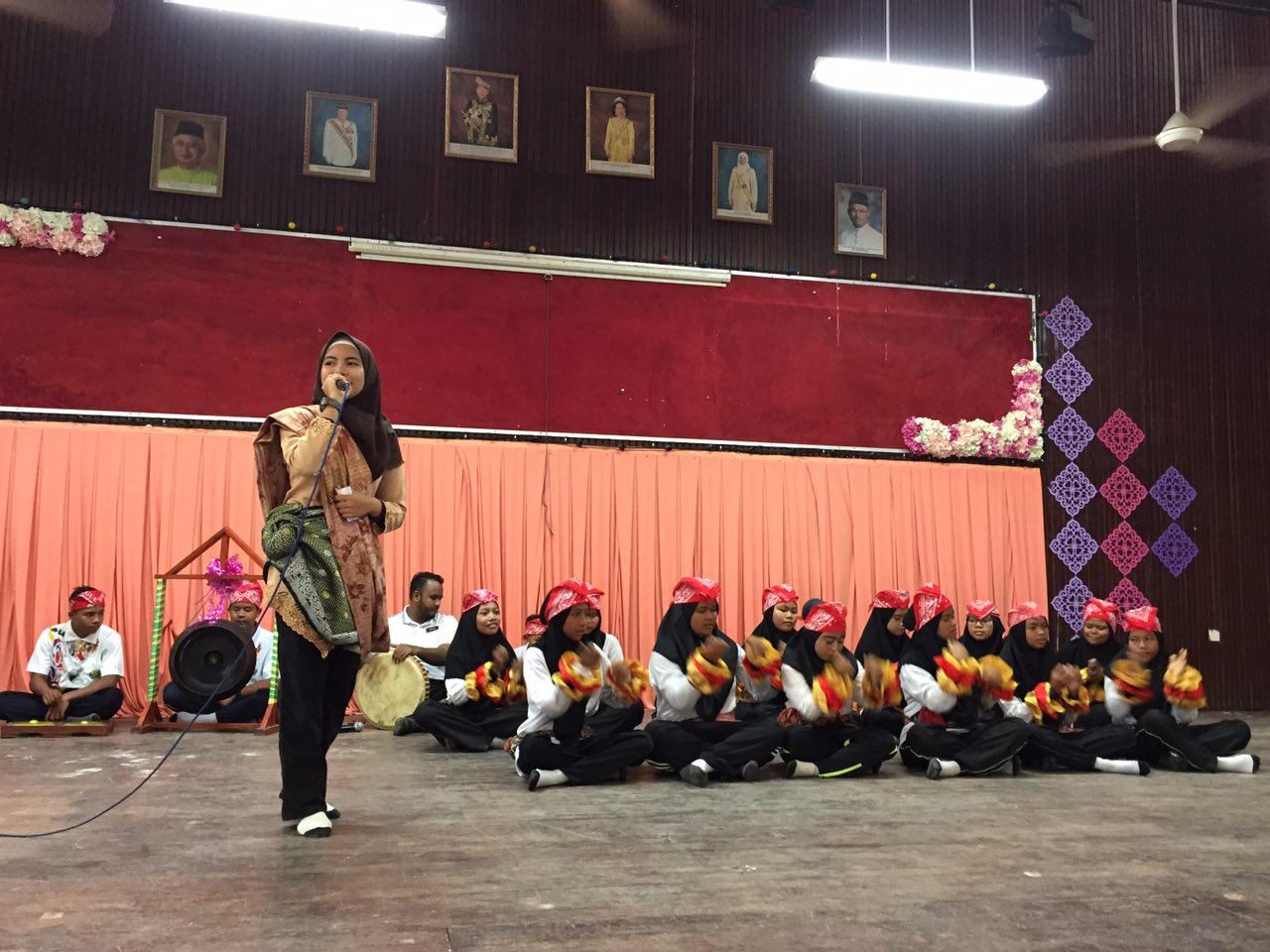
Dikir barat-Aufführung von Schülerinnen der Abschlussklasse einer Sekundarschule im Bundesstaat Malakka

Hadrah, die Preisgesänge einer Gruppe von Männern an den Propheten bei Hochzeiten und sonstigen festlichen Anlässen, werden nur von rebana begleitet und sind eine religiös akzeptierte Form von Musik. Eine entfernt verwandte, weil säkulare Gesangsform ist Dikir barat (auch zikirbarat, „westliches Dhikr“), die von Thailand nach Kelantan gelangte. Die Preislieder richten sich an Politiker, die Regierung oder ein frisch verheiratetes Ehepaar. Die Säkularisierung führte zu einem kurzfristigen Verbot in den Jahren 1997 und 1998 durch die Bundesregierung von Kelantan. Zwei Gruppen von Männern oder Frauen sitzen auf der Bühne und treten mit Versen in einen Gesangswettbewerb nach dem Ruf-und-Antwort-Muster. Zu den begleitenden Rhythmusinstrumenten gehören üblicherweise zwei rebana, ein hängender Gong tetawak, ein Paar Gefäßrasseln Maracas und zwei kleine liegende Gongs canang (an deren Stelle Zimbeln, Glöckchen). Nach älteren Beschreibungen bestand das Ensemble nur aus zwei rebana und einem tetawak oder es wurde um die einfellige Bechertrommel gedumbak und die Kegeloboe serunai erweitert. Die beiden rebana sind unterschiedlich groß. Der Durchmesser der großen Rahmentrommel (ibu, „Mutter“) beträgt 50 Zentimeter und die Rahmenhöhe 12–15 Zentimeter. Sie produziert einen hohen scharfen Ton (genannt „tak“) und einen tieferen dumpfen Ton („dung“). Die kleine Trommel (anak, „Kind“) misst 20–25 Zentimeter im Durchmesser, ist 15–18 Zentimeter hoch und wird waagrecht für den Ton „tak“ mit beiden Händen geschlagen.
Näher mit Hadrah verwandt ist der Tanz Rebana kercing, bei dem in Kelantan mehrere Männer rebana spielen, während Tänzer (Männer und Frauen) in malaiische Tracht gekleidet, die Männer mit Songkok auf dem Kopf, auf der Bühne einen Schautanz ausführen, bei dem sie sich häufig in zwei Reihen gegenüber stehen. Die Lieder werden auf Malaisch und Arabisch gesungen. Traditionell standen die Trommler einer Gruppe von tanzenden Jungen gegenüber und die Aufführung diente dazu, eine angesehene Persönlichkeit zu ehren oder die Prozession des Bräutigams zu seiner Braut zu begleiten.
Der dem Hadrah oder Zikir entsprechende religiöse Gesang im Bundesstaat Negeri Sembilan heißt Zikir rebana. Er gehört zur Prozession des Bräutigams, dem Höhepunkt der Hochzeit, wenn Braut und Bräutigam beim Bersanding nebeneinander auf Stühlen wie auf einem Thron sitzen, und zu Beschneidungen. Zikir rebana wird auf Arabisch gesungen und mit Rahmentrommeln und einem einzelnen Gong begleitet. Häufig werden 12 bis 16 rebana geschlagen.
Zapin ist ein zur islamischen Kultur gehörender Bühnentanz, der in seiner älteren religiösen Form als Zapin Arab und in einer eher unterhaltenden Form als Zapin Melayu aufgeführt wird. Unabhängig davon, ob eine mehr traditionsbewahrende oder moderne Form des Zapin bevorzugt wird, gilt die arabische Schalenhalslaute gambus als ein Symbol für die islamisch-malaiische Tradition im Zapin. Von wesentlicher Bedeutung sind die von mehreren zweifelligen Trommeln marwas und von rebana produzierten rhythmischen Muster. Weitere Musikinstrumente sind die Flöte suling, ein Akkordeon und eine Violine.
Die Form einer Rezitation poetischer Verse, Ghazal (von arabisch gazal), gelangte Anfang des 20. Jahrhunderts aus dem arabisch-persischen Raum über Indien in den südlichsten Bundesstaat Johor. Das Genre ist von arabischer, indischer, malaiischer und westlicher Musik beeinflusst, erkennbar an den Instrumenten des Ensembles: indisches Harmonium, tabla, Violine, Gitarre und Maracas. Für den malaiischen Beitrag stehen rebana und Gong.

### Thailand

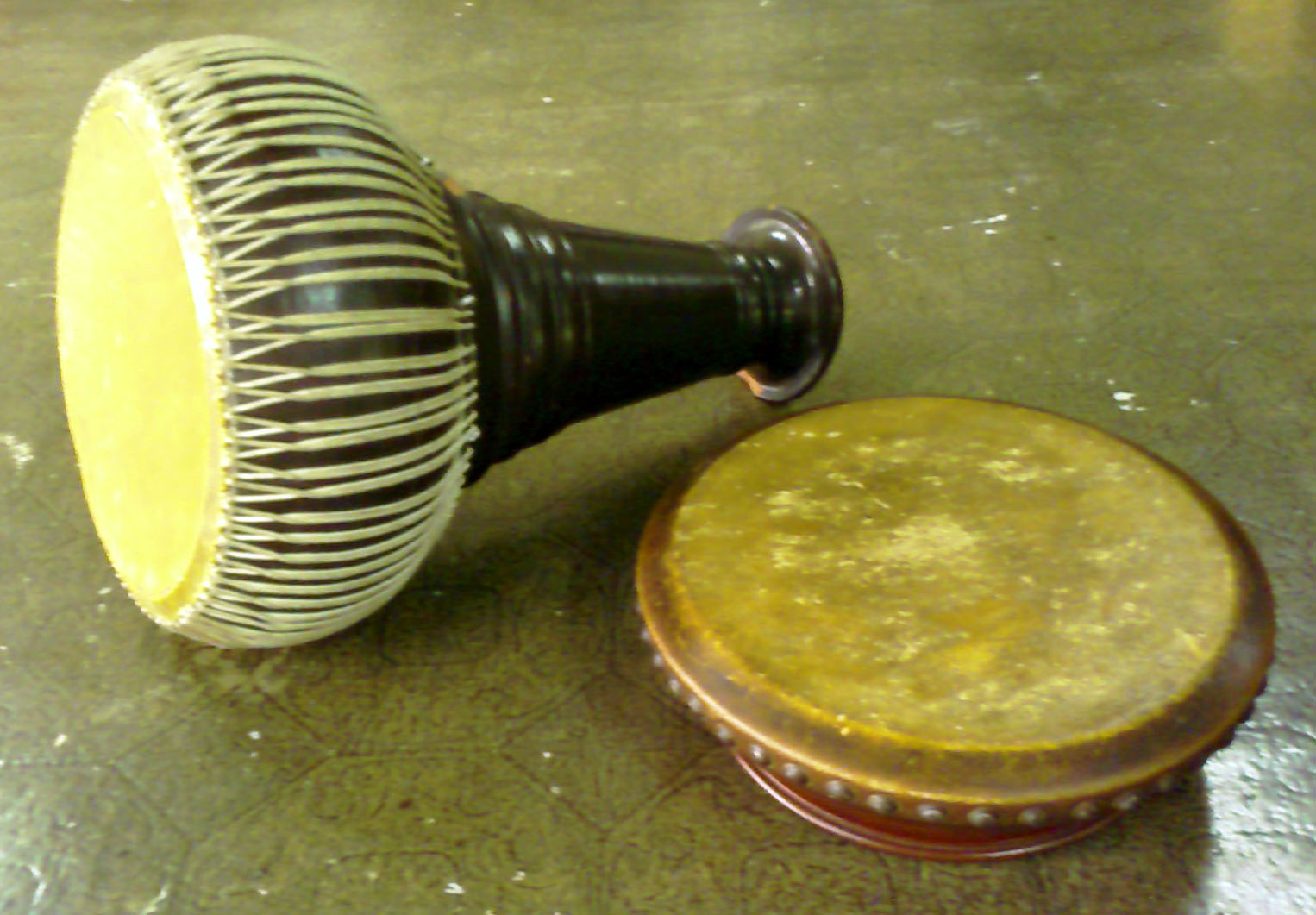
Thailändische Bechertrommel thon und kleine Rahmentrommel rammana mahori. In Kambodscha heißt dieses Trommelpaar skor und roumanea

Die beiden südlichsten Provinzen von Südthailand lagen bis Anfang des 19. Jahrhunderts im Gebiet des muslimischen Sultanats Pattani und bis heute leben dort überwiegend ethnische Malaiien. Eine Form der populären Unterhaltung in den Dörfern dieser Region ist neben dem Schattenspiel Nang Talung das Volkstheater Likay, das hier vermutlich um 1880 aus dem zuvor gepflegten Zikir-Lobgesang der Muslime als nunmehr säkulare Unterhaltungsform entstand. Diese breitete sich nach Süden auf die Malaiische Halbinsel aus, wo sie unter dem Namen dikay oder jikay bekannt ist. Unter den Malaiien in Bangkok wurde dikay ebenso beliebt, bis später auch thailändische Unterhalter begannen, ihre Lieder in den Kostümen der komödiantischen Szenen vorzutragen. Später entstanden daraus unterschiedliche Gesangsformen. Wie für ein malaiisches Tanztheater üblich, sorgt ein Musikensemble für eine rhythmusdominierende Begleitung. Das Ensemble besteht aus zwei unterschiedlich großen Rahmentrommeln rammana, dem zum klassischen thailändischen Piphat gehörenden Buckelgongkreis khong wong yai, einem Xylophon ranat ek und einer Kegeloboe: entweder der thailändischen pi oder der malaiischen serunai (vgl. surnai).
Rammana (auch ramana) entspricht der thailändischen Aussprache von rebana. Die Rahmentrommel besitzt keine Schellen. Ein anderes Likay-Ensemble beinhaltet folgende Instrumente: drei rammana (rebana, groß, mittel und klein), eine Schellentrommel, ein hängender Buckelgong, fünf oder mehr cerek (Gegenschlagstäbe aus Bambus, markieren den Takt), ching (thailändisch, malaiisch kesi, Handzimbeln) eine Kegeloboe und eine Violine. Die Rahmentrommeln sorgen für den Rhythmus, die anderen Perkussionsinstrumente markieren den Takt.

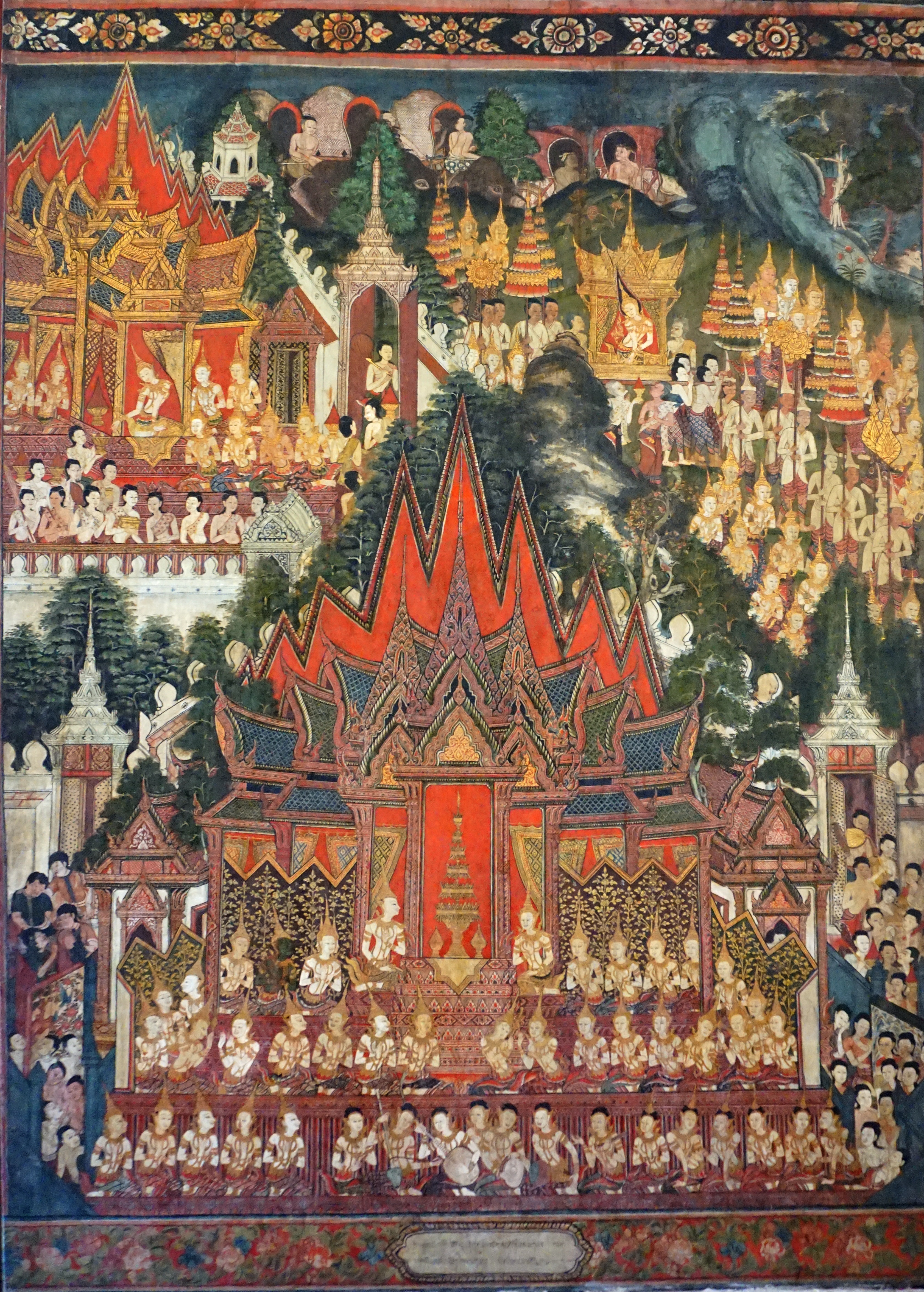
Wandmalerei von 1795 in der Buddhaisawan-Kapelle im Nationalmuseum Bangkok. Shuddhodana und Maya, die Eltern des historischen Buddha, bei der Hochzeit. Untere Reihe Mitte: Musikerinnen des Mahori-Orchesters. Rahmentrommel rechts neben der Langhalslaute krajappi.

Die thailändische Rahmentrommel stimmt mit dem flachen schalenförmigen Typ der rebana überein und kommt in zwei Größen vor. Die kleinere rammana mahori hat einen Durchmesser von 15 Zentimetern bei 5–7 Zentimeter Rahmenhöhe. Die angenagelte Membran lässt sich durch eine von innen ringsum eingeschobene Rattanschnur spannen. Die rammana mahori wird mit den Fingern beider Hände gespielt und im klassischen Ensemble Khrüang sai und im Mahori (dem kambodschanischen Mohori ähnlich) eingesetzt. Das Khrüang sai besteht aus der Spießgeige sor duang, der Spießgeige sor u, der Griffbrettzither chakhe, der Flöte khlui und darüber hinaus aus der Bechertrommel thon, der rammana, der Zimbel ching und dem Gong mong, also aus einer Kombination von Saiten-, Blas- und Perkussionsinstrumenten. Die stets paarweise verwendete Bechertrommel und Rahmentrommel werden thon-rammana genannt. Mit ihren zusammen vier verschiedenen Schlägen („tung“, „ting“, „jo“ und „jah“) spielen sie das rhythmische Muster.
Beim Mahori kommen zu den Instrumenten des Khrüang sai noch die Gongkreise und Xylophone aus dem Piphat hinzu. Im Königreich von Sukhothai (selbständig 1238–1438) gab es ein für Zeremonien eingesetztes Hofmusikensemble bestehend aus einer Stachelgeige so sam sai, einer Fasstrommel und einem Sänger, der außerdem zwei Gegenschlagstäbe krab-phuang aus Hartholz in den Händen hielt. Nach dem Übergang der Macht an das Königreich Ayutthaya im 15. Jahrhundert wurden die gezupfte Langhalslaute krajappi und anstelle der Fasstrommel die heute thon genannte Bechertrommel ergänzt. Dieses erste Mahori-Quartett (mahori khruang-si) der Ayutthaya-Periode wurde um das 16. Jahrhundert zu einem Septett (mahori khruang-jed) erweitert. Hinzu kamen die Flöte khlui oder die Kegeloboe pi chanai und die rammana. Ohne die pi chanai spielte das Ensemble angenehm ruhige Unterhaltungsmusik beim Dinieren, zur Entspannung und sogar während des Schlafens. An sechs buddhistischen Wats blieben Wandmalereien von diesem alten Mahori erhalten. Herausragend sind eine Szene an der Außenwand des Wat Phra Kaeo in Bangkok mit Musikerinnen, die schlafend auf dem Boden liegen, und die Buddhaisawan-Kapelle von 1795 im Nationalmuseum Bangkok. Dort musizieren die Damen bei einem feierlichen Anlass im Palast. Die Vergrößerungen bis zum heutigen Mahori erfolgten erst in der Bangkok-Periode ab 1782.
Die größere Rahmentrommel rammana lam tat besitzt einen Durchmesser von 50 Zentimetern und eine Rahmenhöhe von 12,5 Zentimetern. Ihre Membran wird mit Schnüren aus Rattan oder anderen Fasern gegen einen Eisenring an der Unterseite verspannt, dessen Durchmesser der kleineren Öffnung am Korpusboden entspricht. Nach der von Malaysia bekannten Methode werden Keile unter den Eisenring geschoben, um die Membran zu spannen. Eine beliebige Zahl von rammana lam tat werden zur Begleitung von Liedern verwendet. Lam tat ist eines der in Zentralthailand gepflegten Volksliedgenres, das früher Themen aus der Landwirtschaft und dem Jahreszyklus beinhaltete. Heute werden diese von einer oder zwei Rahmentrommeln begleiteten Volkslieder auf der Bühne aufgeführt und behandeln Religion, Alltagsleben und Komödiantisches.

### Kambodscha
Als im 15. Jahrhundert Siam die Macht über das Reich von Angkor erlangte, verfiel dessen höfische Tradition in Kambodscha und die auf Dorfebene bewahrten Reste gerieten unter siamesischen Einfluss. Ein großer Teil der kambodschanischen Musikinstrumente und Musikstile ist unter ähnlichen Namen auch in Thailand bekannt. Die kambodschanische roumanea entspricht der kleineren thailändischen rammana mahori mit angenagelter Membran. Im Mohori-Orchester spielt ein Musiker üblicherweise zugleich die Bechertrommel skor und die roumanea.

### Brunei
Über Jahrhunderte brachten malaiische Einwanderer ihre Musikkultur einschließlich der Fasstrommel gendang und der Rahmentrommel rebana auf die Insel Borneo. Frühe javanische Einwanderer führten Buckelgongs und Metallophone ein. Die dazugehörenden Musikstile wurden wie in den Herkunftsregionen gepflegt oder an indigene Traditionen angepasst. So führen die malaiischen Muslime ihre devotionalen Gesänge Zikir sowie die Gruppentänze Zapin und Joget auch in den im Landesinneren gelegenen Kleinstädten auf.
Die islamischen Musikgattungen wurden vor allem im Sultanat Brunei übernommen, wo der Islam die Staatsreligion ist, zu der sich geschätzt 80 Prozent der Einwohner bekennen. Für festliche Anlässe unterhält die Staatsführung nach der Tradition der malaysischen Sultanate das Hoforchester Nobat (von persisch naubat), das sich unter anderem aus Fasstrommeln (gendang), Bechertrommeln (nakara, von naqqara) und Kegeloboen (serunai) zusammensetzt. Diesem Orchester stehen die Musikinstrumente der malaiischen Bürger gegenüber: die Laute gambus, Trommeln und Flöten. Mit Gesang zusammen dienen diese Instrumente zur Tanzbegleitung bei Festen. Bei Verlobungen, Hochzeiten, Beschneidungen, an muslimischen Feiertagen und bei der Rückkehr von Mekka-Pilgern wird der devotionale Gesang Hadrah mit mehreren rebana aufgeführt. Je nach Anlass sind unterschiedliche Gesangsformen vorgesehen und für diese werden Rahmentrommeln in entsprechender Größe benötigt.
Der Adai-adai-Tanz der Malaiien in Brunei wird von vier Männern und vier Frauen in bunten Kleidern paarweise aufgeführt, um Gäste zu begrüßen. Die Begleitmusiker spielen gambus und rebana. Der Tanz erzählt das Leben von traditionellen Fischern. Während die Männer auf dem Meer fischen, warten ihre Frauen am Strand. Sollte keine Trommel verfügbar sein, können die Musiker auch mit einem Paddel den Rhythmus schlagen.